# Era de los Descubrimientos

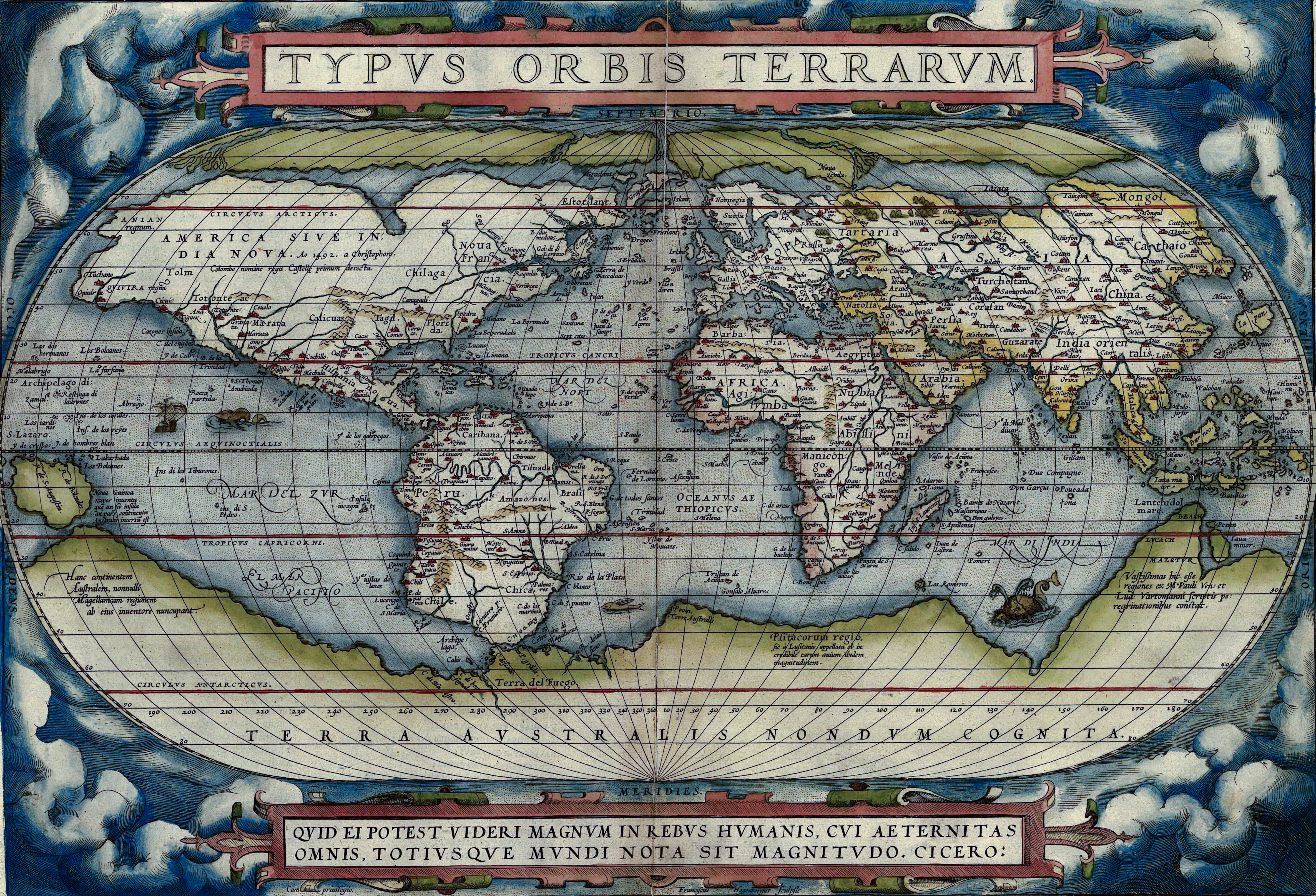
El Theatrum Orbis Terrarum ("Teatro del Globo Terrestre") de Abraham Ortelius, publicado en 1570 en Amberes, considerado el primer atlas moderno, resultado de las intensas exploraciones marítimas. Tiene 31 ediciones, en siete idiomas: latín, holandés (1571), alemán (1572), francés (1572), español (1588), inglés (1606) e italiano (1608).

La Era de los Descubrimientos fue un período histórico que comenzó a principios del siglo XV, extendiéndose hasta comienzos del siglo XVII, realizándose durante esta época una extensa exploración de ultramar y, convertido un factor determinante en la cultura de Europa, con los portugueses y los españoles al frente, a los que más tarde se unieron los neerlandeses, los ingleses y los franceses, recorriendo así casi la totalidad del planeta, cartografiándolo y conquistándolo en buena medida. El motivo de dicha expansión vino originalmente por la necesidad de acceder a las riquezas de Asia, con las cuales contribuir al mercantilismo europeo. Este período se superpone en gran medida con la era de la navegación a vela.
La exploración global comenzó con las expediciones marítimas de Portugal a las Islas Canarias en 1336, y más tarde con los descubrimientos portugueses de los archipiélagos atlánticos de Madeira y las Azores, la costa de África, América del norte, el Hemisferio sur y el descubrimiento de la ruta marítima a la India en 1498; y la Corona de Castilla (España) los viajes transatlánticos de Cristóbal Colón a las Américas entre 1492 y 1502 y la primera circunnavegación del mundo en 1519–1522. Estos descubrimientos llevaron a numerosas expediciones navales a través de los océanos Atlántico, Índico y Pacífico, y expediciones terrestres en América, Asia, África y Australia que continuaron hasta fines del siglo XIX y terminaron con la exploración de las regiones polares en el siglo XX. 
La exploración europea en el extranjero condujo al aumento del comercio mundial, con el contacto entre el Viejo Mundo (Europa, Asia y África) y el Nuevo Mundo (América y Australia) produciendo el intercambio colombino; una amplia transferencia de plantas, animales, alimentos, poblaciones humanas (incluidos esclavos), enfermedades transmisibles y cultura entre los hemisferios oriental y occidental. Esto representó uno de los eventos globales más significativos relacionados con la ecología, la agricultura y la cultura en la historia. La era de los descubrimientos y la posterior exploración europea permitieron el mapeo global del mundo, lo que resultó en una nueva visión del mundo y civilizaciones lejanas que entraron en contacto, pero también llevó a la propagación de enfermedades que diezmaron a las poblaciones que antes no estaban en contacto con Eurasia y el norte de África.
Durante estas exploraciones, los europeos llegaron a territorios habitados y deshabitados que anteriormente no conocían. La mayoría de los territorios ya estaban habitadas; algunos estudiosos recientes llaman a esta era como el período de contacto o la era de la expansión europea. Entre los exploradores más famosos de la era de las exploraciones se encuentran Cristóbal Colón, Vasco da Gama, Américo Vespucio, Juan Ponce de León, Pedro Álvares Cabral, Juan de la Cosa, Bartolomé Díaz, Juan Caboto, Diego García de Moguer, Fernando de Magallanes, Juan Sebastián Elcano, Andrés de Urdaneta, Diego de Almagro, García Jofre de Loaísa y Miguel López de Legazpi, Francisco Pizarro, Francisco de Orellana, Hernán Cortés, etc.
La Era de los Descubrimientos resultó la aventura por antonomasia debido a lo precario de los medios utilizados: los navíos de la época resultaban muy débiles ante las tormentas, los pilotos y capitanes no podían determinar con precisión la longitud, los cascos de madera de las naves eran atacados por teredos, la alimentación resultaba inadecuada para largas travesías, la higiene y las condiciones de vida a bordo eran malas y en las expediciones por tierra la flora y sus enfermedades constituyeron un peligro tan grande o más que la hostilidad de los habitantes. Sin embargo, impulsados por la esperanza de obtener fortuna personal, materias primas muy valoradas en los mercados, difundir los textos bíblicos por el mundo, fundar una nueva sociedad o acrecentar los territorios de sus respectivos gobernantes, numerosos europeos se embarcaron en expediciones de resultado incierto.

## Antecedentes
La exploración del Planeta por culturas del mar Mediterráneo tiene antecedentes desde los primeros momentos que se tiene constancia escrita. Quizás los navegantes tartésicos pudieron llegar hasta Angola, pues el marino griego Eudoxio de Cízico parece que halló un mascarón tartésico en la actual Eritrea (Sánchez Dragó, 2005, p. 130). Siglos después, es posible que los árabes llegaran a las costas de Angola y Namibia, pero expertos en la navegación árabe como Jordi Esteva niegan que pudieran asentarse de una forma más o menos permanente como para realizar conversiones (Esteva, 2009). Sí lo hicieron en las costas del Índico donde los árabes ocuparon plazas como Zanzíbar, de donde trajeron esclavos, oro y marfil. Pero desde la Edad Antigua hasta la Edad Moderna los distintos reinos europeos tenían puesta su atención en Asia debido a lo similar del clima y las enfermedades que habían permitido un comercio más o menos fluido. No así en África, como se refleja en la dieta europea, carente de plantas como la batata, el sorgo o el mijo.
El comercio tuvo mucho que ver con los orígenes de la Era de los Descubrimientos. Se trataba de encontrar una ruta marítima hacia Asia para traer a Europa occidental las especias de Oriente, que hasta ese momento llegaban por tierra, en caravanas que tenían que cruzar los territorios de los países asiáticos, y cuyo comercio en Europa era prácticamente un monopolio de los mercaderes italianos, fundamentalmente venecianos y genoveses.

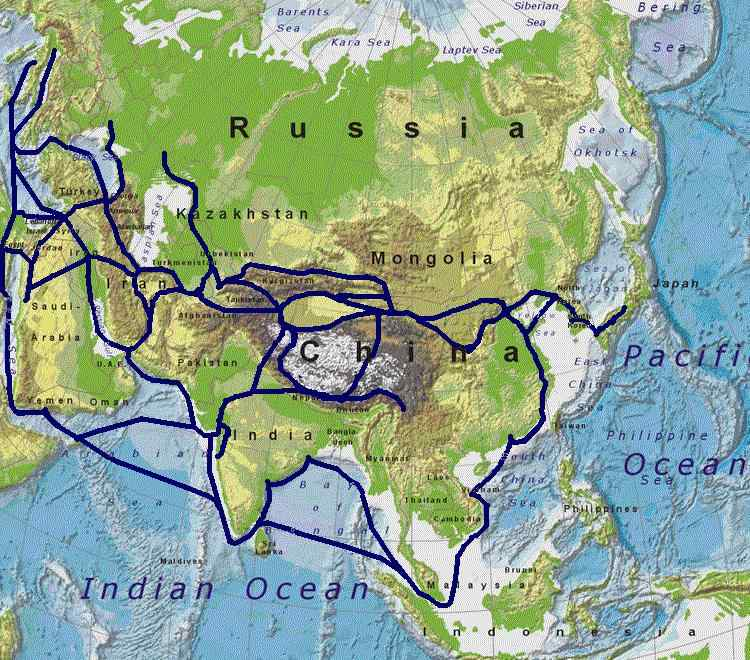
Desde las costas del Mediterráneo oriental la Ruta de la seda cruzaba toda Asia hasta Xian en China, y aún más allá, llegando al océano Pacífico.

Desde la Antigüedad se habían establecido dos rutas comerciales hacia el Oriente, el Este: una, marítima, que partía de Egipto e Irak, y otra terrestre, la Ruta de la Seda.
La ruta marítima para llegar a la India y China aprovechaba los vientos monzónicos: entre abril y junio partían las naves hacia Asia oriental, desde Suez o Basora navegando por el mar Rojo o el golfo Pérsico, respectivamente, hasta el mar de Arabia, donde el monzón del sudoeste –que sopla hacia tierra– las impulsaba hacia el océano Índico y el mar de China. Unos seis meses después, entre octubre y diciembre, el monzón del nordeste –que sopla hacia el mar– facilitaba el retorno a los puertos de origen.
La ruta terrestre o Ruta de la Seda, realmente la constituían dos diferentes con diferentes ramales y puntos de destino, al terminar unas en diferentes puertos del Mediterráneo oriental, principalmente Alejandría, Damasco y Alepo, y la otra en varias partes del mar Negro. Ambas partían de Pekín y Shanghái para llegar a la ciudad china de Xian, considerada tradicionalmente por los europeos como el extremo oriental de dicha ruta. Desde Xian recorrían Asia; una bordeaba el sur del mar Caspio y Bagdad, esta ruta recibía ramales provenientes incluso de las estribaciones del mar de Aral. La segunda se dirigía hasta Bujará, en el centro de Asia, recibiendo una derivación desde Delhi y Agra en la India. Más allá de Bujará, en Samarcanda, al norte del Pamir, la ruta de la seda se bifurcaba de nuevo: por el norte, hacia Almaty y por el este bordeando el Himalaya.
El interés de los europeos por llegar hasta lo que hoy conocemos por el océano Pacífico ya estaba presente durante la campaña de Alejandro Magno. Pero desde la expedición del macedonio y la posterior disolución de su imperio, pocos europeos habían llegado a la tierra donde se obtenían las especias y la seda, suponiendo que llegase alguno porque la Legión perdida es una leyenda. El acceso a esa inmensa vía de comunicación con Oriente solía estar monopolizado por manos árabes. Alejandría, Alepo y Damasco eran un telón de acero infranqueable. Los romanos intentaron en varias ocasiones recorrerlas y sonsacarles la procedencia de las costosas mercancías que traían, pero ellos guardaron el secreto narrándoles historias de islas con aves rapaces fabulosas. Sería necesaria la estabilización europea tras las turbulencias medievales para que algunos aventureros trajeran noticias de primera mano sobre Mongolia, China e India. Así, entre mediados del siglo XIII y del XIV, los europeos tuvieron libre acceso a Catay, nombre que Marco Polo le dio a los territorios chinos conocidos por él, durante el apogeo del imperio tártaro de Kublai Khan, anfitrión del explorador veneciano.

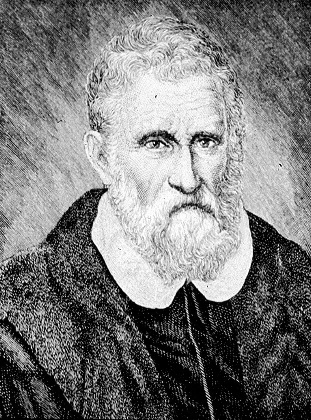
Marco Polo

Una serie de expediciones europeas que cruzaron Eurasia por tierra a finales de la Edad Media fueron las antecesoras de la Era de los Descubrimientos. Aunque los mongoles amenazaban saquear Europa, también unificaron gran parte de Eurasia estableciendo vías de comunicación y rutas comerciales entre China y Oriente Medio. Algunos europeos las aprovecharon para explorar las regiones orientales. La gran mayoría de estos fueron genoveses, florentinos y venecianos, ya que el comercio entre Europa y Oriente Medio llegaría a estar en la práctica bajo el control de los comerciantes de las ciudades estado italianas. Sus estrechas relaciones con el Oriente Próximo mediterráneo suscitaron un gran interés comercial por las regiones que se encontraban más hacia el Este. El papa también envió expediciones con la esperanza de encontrar conversos al cristianismo o el mítico reino del Preste Juan.
El primero de estos viajeros fue Giovanni da Pian del Carpine que alcanzó Mongolia y regresó a Europa entre 1244 y 1247. Sin embargo, el viaje más célebre es el de Marco Polo que cruzó todo Oriente de 1271 a 1295. La relación de su viaje es profusamente narrada como Los viajes de Marco Polo, obra que tuvo una gran difusión en toda Europa.
Estos viajes no ejercieron un efecto inmediato, pero permitieron conocer las rutas o buena partea de las mismas (Love, 2006, p. 11). Sin embargo, el Imperio mongol se derrumbó casi tan rápidamente como había surgido. De este modo las rutas hacia el este se hicieron más peligrosas y difíciles de transitar. La peste negra del siglo XIV también obstaculizó el flujo comercial. La ruta por tierra hacia el este sería siempre demasiado larga y difícil como para sostener un comercio de grandes mercancías, estando además en manos de imperios islámicos que habían combatido durante siglos a los europeos. La ascensión de un Imperio otomano agresivo y expansionista limitó aún más, si cabe, las expectativas de los europeos. 
Por su parte, China también realizó viajes exploratorios. Zheng He (1371-1435) fue un explorador y marino chino que dirigió la mayoría de las expediciones llevadas a cabo bajo el mandato del emperador Yong le, de la dinastía Ming. El navegante escribía un diario y contaba con una de las primeras brújulas del mundo, además de hacer algunas de las primeras cartas náuticas. Zheng He exploró el sureste asiático –Cochinchina, Malaca, Siam, Java, Calcuta, Sri Lanka– además del golfo Pérsico, África Oriental y Egipto.
Además, algunos investigadores apuntan a que el famoso explorador chino también llegó hasta el continente americano, es decir, que llegó a América antes que Cristóbal Colón. Zheng He comerció con marfil, tintes y piedras preciosas, y ofreció como presentes a su Emperador animales exóticos como jirafas, avestruces, leopardos y leones. Sus expediciones se realizaron a lo largo de siete viajes que se llevaron a cabo desde 1405 hasta 1433. En su primer viaje, Zheng He contaba con un enorme barco que fue probablemente el mayor buque de su época. Contaba con nueve mástiles y doce velas, y estaba tripulado por unos 200 marineros. En 1998, la edición estadounidense de la revista National Geographic alababa su figura por ser el único navegante oriental que merecía ser recordado, en gran parte por ser de un país que nunca tuvo aspiraciones confesables de colonialismo.

## Los recursos de Asia

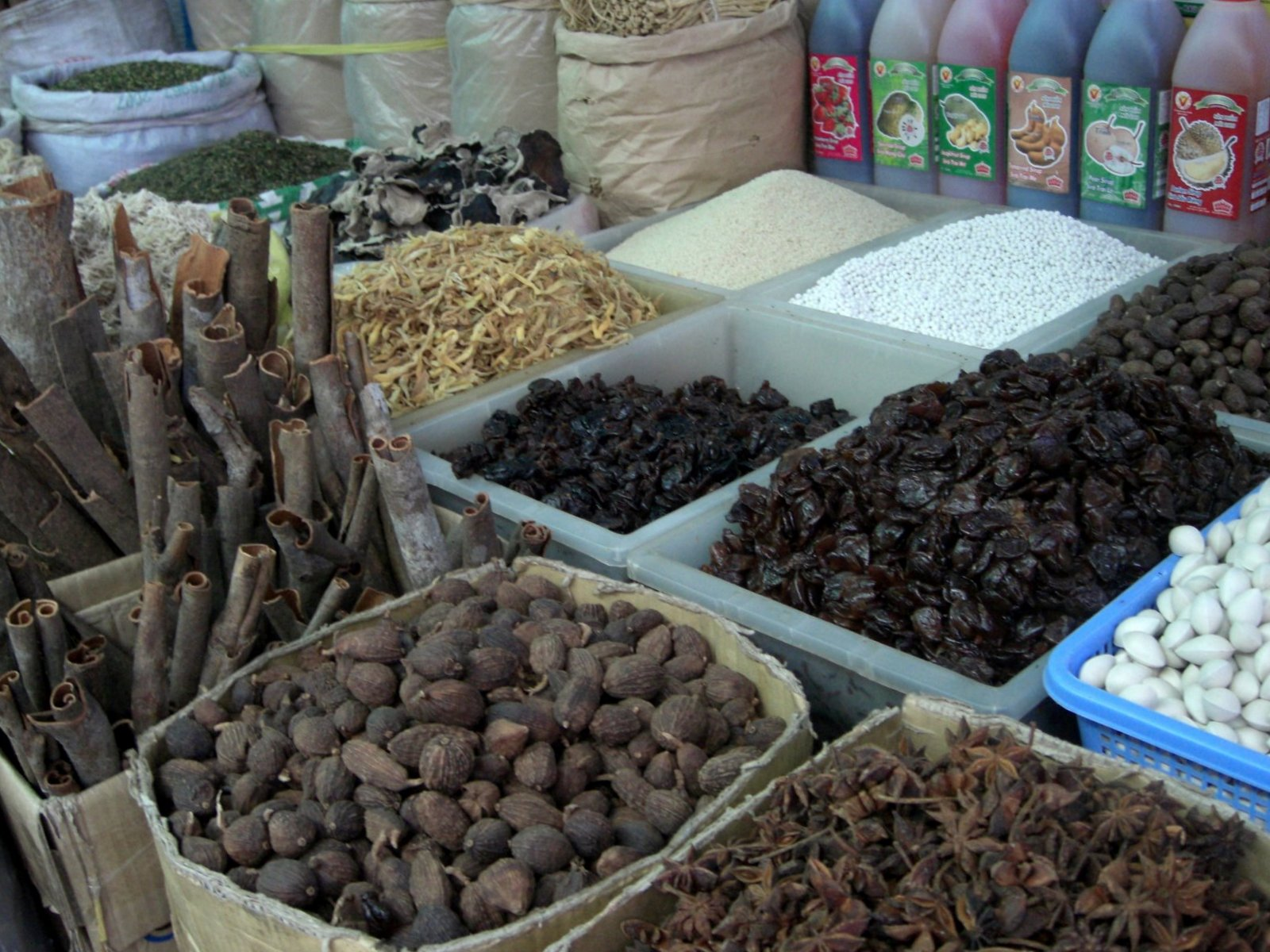
Cortezas de canela, junto a otras especias como la nuez moscada. La canela fue uno de los productos más demandados de Asia, pero no el único.

Las vías comerciales traían las codiciadas especias. Estas semillas y tallos aportaban gran variedad de ventajas. Por una partes reforzaban los métodos de conservación existentes y deficientes del momento, como era el salado y el ahumado, posibilitando disfrutar de los alimentos en buenas condiciones durante más tiempo. En segundo lugar, permitían quitarles partes del sabor y olor putrefacto que presentaban muchos platos debido a lo imperfecto de las conservas. En tercer lugar, constituían una fuente de farmacopéa con algunas propiedades antisépticas, estimulantes para la digestión y estimulantes para el aparato respiratorio (Gheerbrant, 1990, p. 15). Por último, aportaban y aportan un sabor más agradable a muchos platos. Por todo ello un bosque de árboles de canela era un tesoro para los europeos, capaces de muchos sacrificios para explotarlo.
Rojo (1993, p. 21) sostiene que la colonización de África tuvo su primer objetivo en conseguir un suministro permanente de pimienta para evitar el tener que consumir carne casi podrida. El autor llega a comparar el cierre de la ruta por los turcos, tras tomar Constantinopla en 1453, con la hipotética crisis que sufriría Occidente si se cortara el suministro petrolífero de repente. Afirmación está muy discutible, como también lo es que los únicos beneficios aportados por la pimienta fuesen buen sabor y conservador de alimentos. Ciertamente las especias contribuían a mejorar la calidad alimenticia, pero ese resultó ser solo uno de sus aportes. Gheerbrant es más prudente y afirma que no solo la pimienta era demandada, también la canela resultaba una especia muy cara por sus cualidades.
Con todo lo importante de dichos cultivos, sería un error dejarnos llevar por la idea de que la colonización de África se llevó a cabo solo por la pimienta o la canela en particular, ni por las especias en general, pese a ser quizá lo más valorado, Con la toma de Constantinopla los turcos también cortaron la llegada de ostras y perlas, las cuales se cultivaban en el mar Rojo y el golfo Pérsico; de sedas y de porcelanas provenientes de China, de perfumes, de tintes como el índigo para colorear los tejidos, de alfombras para cubrir las mesas en banquetes; así como de diamantes, los cuales comenzaron a traerse de la India hasta el descubrimiento de los yacimientos brasileños (Campbell, 2003, p. 128).

## Sociedad de la época

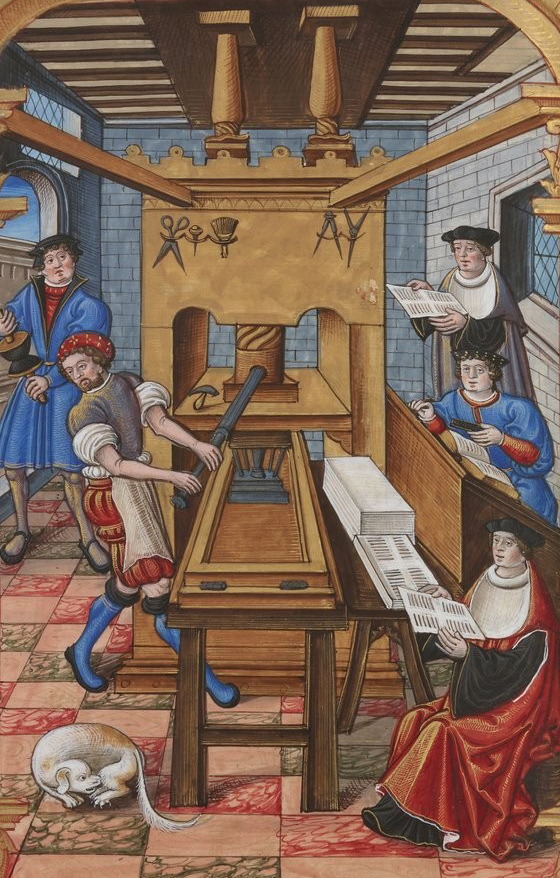
Imprenta del.

La sociedad del XV había desarrollado gran cantidad de cambios desde hacía un siglo y medio aproximadamente. Se pasaba de una conciencia más colectiva, de grupos sociales, a otra más individual, con ejemplos como la sustitución de los bancos corridos en los banquetes por sillas individuales o la vida en el campo por la de las ciudades, donde son menores los lazos entre personas. También cambió el comercio entre países y culturas, pasando de mercancías pequeñas de mucho valor a otras mucho más grandes y numerosas, lo que requería un mejor transporte marítimo.
A comienzos de la era de las exploraciones, en el siglo XV, Johannes Gutenberg inventó uno de los objetos que más ha cambiado el curso de la historia: la imprenta de caracteres móviles. Para el ya citado David (Arnold, 2002, p. 3) este invento es de capital importancia para la Era de los descubrimientos porque, por primera vez, en distintas regiones del mundo se podía tener el mismo conocimiento del Planeta y reunir las aportaciones de portugueses y españoles principalmente.
Desde finales de dicho siglo hasta la segunda mitad del siglo XVI tuvieron lugar las llamadas Guerras Italianas, que son un conjunto de conflictos europeos librados entre Francia, España, Sacro Imperio Romano Germánico, Inglaterra, Escocia, la República de Venecia, los Estados Pontificios y otras ciudades estado italianas. En cambio, terminó la Guerra de los Cien años el miércoles 17 de octubre de 1453.
A lo largo del siglo XVI, varios religiosos, filósofos y políticos intentaron provocar un cambio profundo y generalizado en los usos y costumbres de la Iglesia católica en Europa occidental. Así empezó la Reforma Protestante, mediante la predicación del sacerdote católico agustino Martín Lutero. Como respuesta a la misma surgió la Contrarreforma cuyos objetivos fueron renovar la Iglesia y evitar el avance de las doctrinas protestantes. Durante la segunda mitad de dicho siglo se desencadenaron una serie de ocho conflictos que fueron bautizados bajo el nombre de Guerras de religión de Francia. En estos sucesos se enfrentaron los hugonotes y los católicos. Casos como las guerras de religión en Francia y otros sucesos parecido en las islas Británica o los Países Bajos llevaron a crear un deseo en muchos protestantes de crear una nueva sociedad en las nuevas tierras descubiertas, lo que podría sumar otro factor más para explicar el arrojo de los europeos por todo el mundo, tanto descubriendo como colonizando nuevos territorios en América y África (Arnold, 2002).
En 1347 se había desatado el primer brote de peste negra en Europa matando al menos a un tercio de las poblaciones afecta, cuando no a la mitad o más. El miedo y el desconcierto fueron grandes entre pueblo llano, gobernantes y médicos, todos necesitados de remedio y explicaciones. Aunque se habían formulado varias «hipótesis» como el alineamiento de planetas o envenenamiento de judíos, la gente necesita otras explicaciones que pudieran indicar un remedio contra la enfermedad. Así comenzó a desecharse por inútil la medicina clásica, basada en los escritos griegos y latinos, para dar paso a la experimental, que no empírica. Debido a los resultados obtenidos poco a poco con este nuevo método se abrió la posibilidad de poner en tela de juicio los escritos de Galeno de Pérgamo y otros médicos, así como de las enseñanzas clásica en general. Así a Bernardo de Chartres se le atribuye la frase «Nosotros somos como enanos aupados a hombros de gigantes», rebatida Juan Luis Vives (1948, p. 368) con la oración «ni nosotros somos enanos ni aquellos hombres gigantes, sino todos de la misma estatura». Así el autor español rebatía una postura que inicialmente fue de humildad, pero terminaría siendo utilizada por los escolásticos más conservadores para tratar de detener las nuevas investigaciones e innovaciones. Por supuesto, este afán investigador no fue igual en todo el continente. En España y Portugal se habían puesto en duda conceptos como la forma plana de la Tierra o la no circulación de la sangre mucho antes que en otros reinos. De la misma manera en estas naciones la investigación y las demostraciones empíricas eran más aceptadas que las disertaciones escolásticas, mientras que sucedía lo contrario en universidades centroeuropeas, donde una de las polémicas más urgentes desde que la plantease Santo Tomás de Aquino era «¿cuantos ángeles entra en la cabeza de una alfiler?» (Osho, 2011)

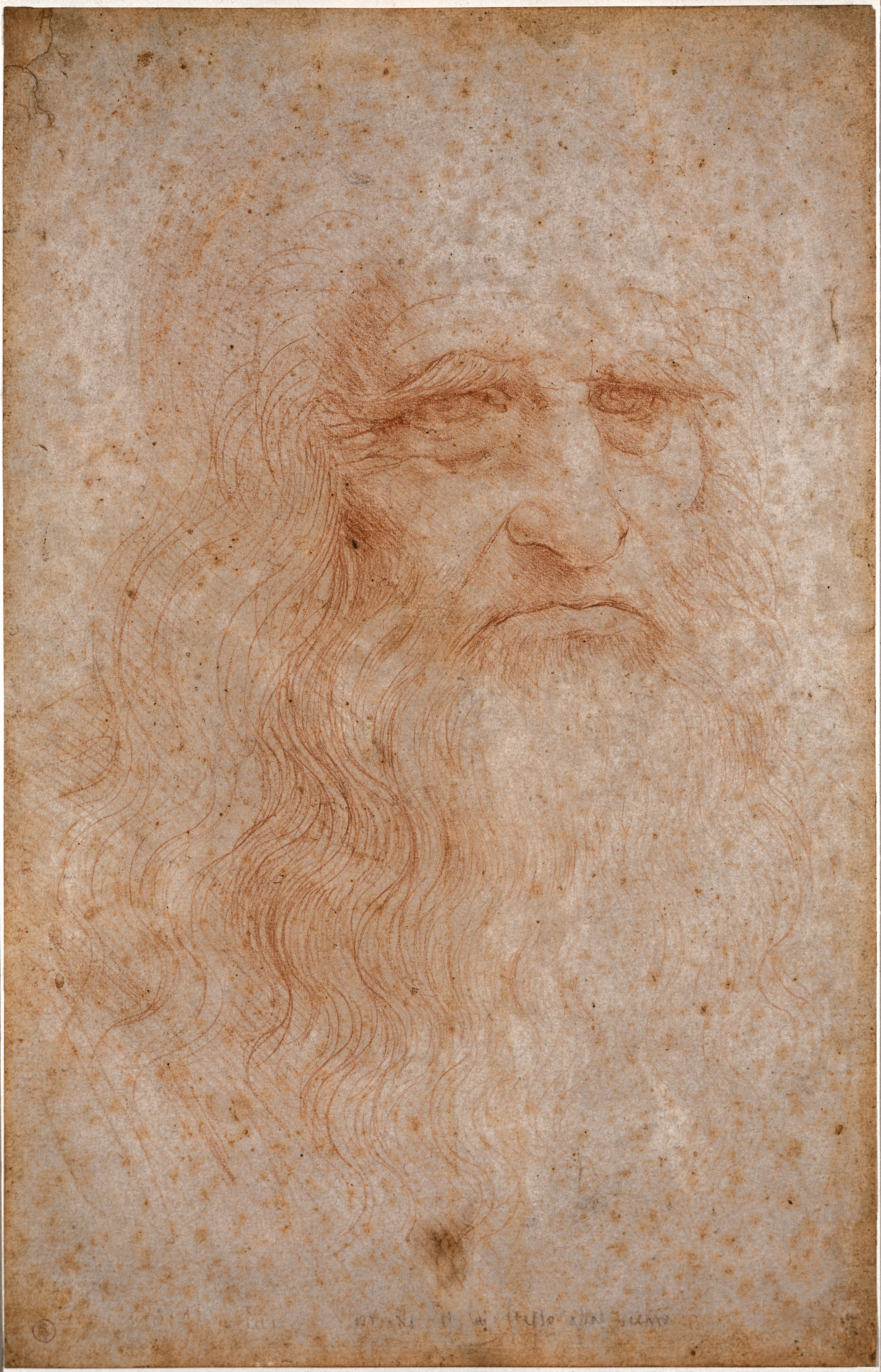
Leonardo Da Vinci.

Hasta finales de este siglo se había mantenido de forma hegemónica en Europa la escolástica; pero tras varios acontecimientos, como la peste, se fue abriendo paso una corriente filosófica, filológica, intelectual, artística y educativa denominada Humanismo, el cual estaba estrechamente ligado al Renacimiento. Precisamente sería esta era la que marcaría el comienzo de la expansión mundial de la cultura europea, lo cual rompe la concepción medieval del mundo, fundamentalmente geocéntrica. Algunos de los personajes más importantes del Renacimiento fueron Leonardo Da Vinci, Miguel Ángel, Miguel de Cervantes, el ya nombrado Martín Lutero, Alberto Durero, Johannes Kepler, Tycho Brahe, Joachim Patinir, Quintín Metsys, Antonio Moro, el Bosco, Erasmo de Róterdam y Bruegel el Viejo.
En 1453 los turcos otomanos toman Constantinopla y cierran el estrecho del Bósforo a la navegación por medio de una cadena. Así el comercio con Europa se dificultaba mucho y a veces se interrumpía lo que, por tanto, encareciendo todos los productos venidos de Asia e incluso haciéndolos inaccesibles.
Es posible que la superior tecnología y afán investigador en el tema náutico y metalúrgico de portugueses y españoles fuera una de las causas que los colocase delante de sus futuros competidores europeos. Dicha ventaja se iría reduciendo cuando llegó a España una nueva dinastía, los Austrias. También es posible que la ubicación geográfica de las dos naciones, orientadas al océano Atlántico, supusiera el desencadenante auténtico para empujarlos tras nuevas rutas y lograr reanudar el comercio con Asia. Otra explicación estriba en que las demás naciones europeas parecían más preocupadas de sus problemas territoriales, caso de Inglaterra conquistando Irlanda (Alpert, 2007, p. 50), que en la exploración geográfica, por tanto no se ocuparon de desarrollar flotas nacionales o escuelas de cartografía como hizo Portugal. Todos estos puntas de vista muestran la diversidad de teorías sin negar la postura unánimemente asumida de que la Era de los descubrimientos se desató por razones comerciales, especialmente alimenticias. Las especias habían cobrado especial importancia durante el Renacimiento ya que los métodos tradicionales de conservación, caso del salado o el ahumado, eran muy deficientes, retrasando poco los procesos de putrefacción de los alimentos y, con ello, no poder enmascarar un sabor casi repugnante. Rojo sostiene que la colonización de África tuvo su primer objetivo en conseguir un suministro permanente de pimienta para evitar el tener que consumir carne casi podrida (Rojo, 1993, p. 21), pero esta necesidad de pimienta y canela es muy antigua ¿Por qué en ese momento?

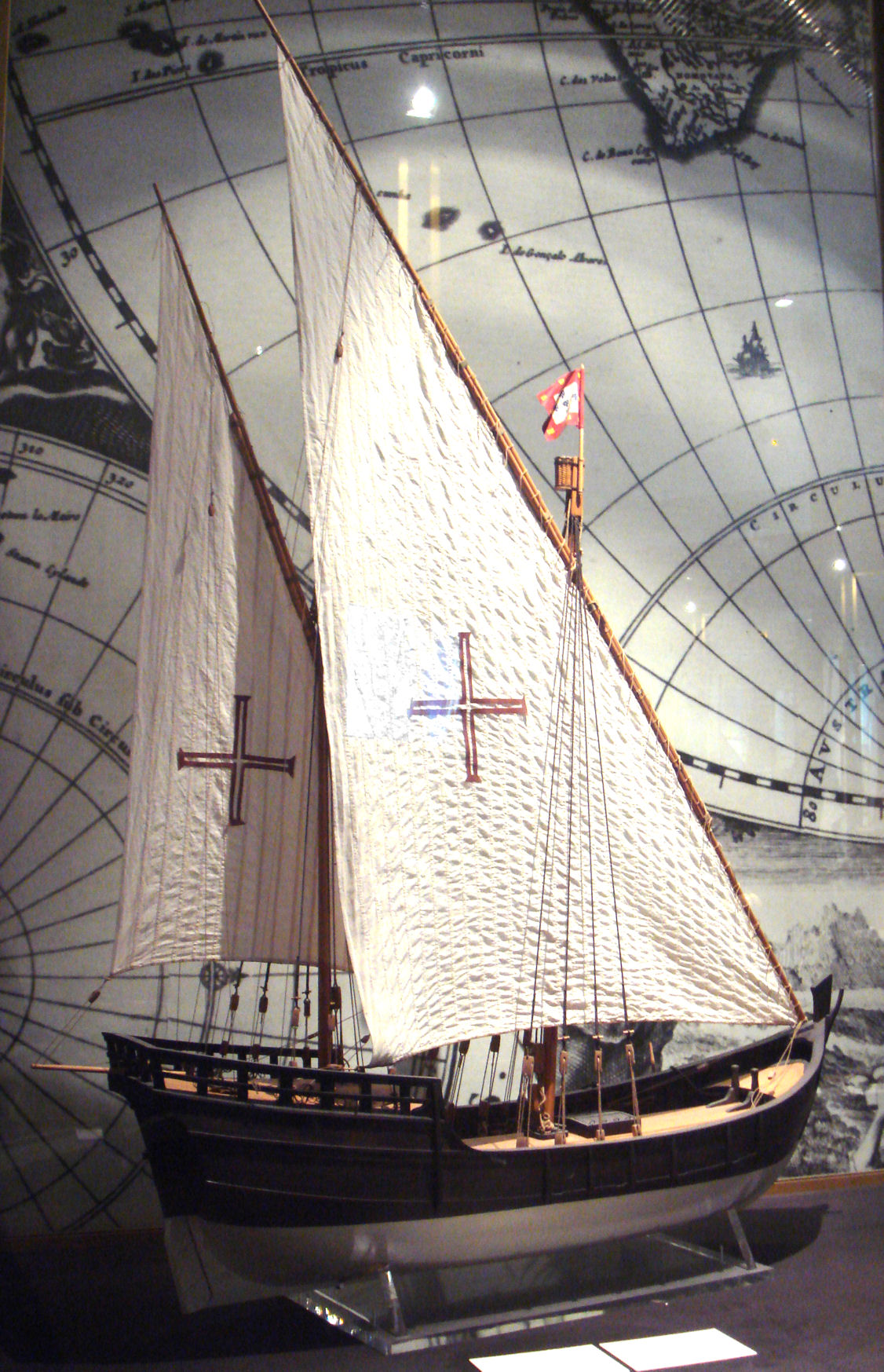
La carabela portuguesa, embarcación de vela que durante el se utilizó ampliamente, sobre todo en las expediciones que propiciaron la Era de los Descubrimientos.

La historiografía actual no ha cerrado la polémica de por qué razón o razones los europeos se hicieron a la mar y en menos de dos siglos habían explorado casi todo el Planeta, como tampoco existe consenso en porqué unas naciones lo hicieron mucho antes que otras. Consultando distintos autores se obtienen distintas respuestas, si bien es cierto que todos están de acuerdo en la gran demanda de productos asiáticos, pero sin haber unanimidad en porqué los portugueses y españoles fueron casi dos siglos por delante de franceses, daneses, ingleses u neerlandeses. Alguno, caso de David Arnold (2002), dejan el interrogante abierto sin decantarse explícitamente por una u otra explicación.
La Era de los Descubrimientos fue posible también porque hubo una serie de mejoras de las técnicas de navegación así como los avances en cartografía, navegación y construcción naval. El logro técnico que posibilitó la aventura fue la invención de la carraca y posteriormente de la carabela en la península ibérica. Estos barcos eran una combinación de modelos tradicionales de navíos árabes y europeos y fueron los primeros capaces de salir del apacible mar Mediterráneo para hacerlo con cierta seguridad en aguas abiertas del océano Atlántico. Además la organización social de los reinos de la península ibérica determinaba una empresa así. Las grandes familias tenían la institución del mayorazgo, por la que el primogénito heredaba las posesiones familiares. Los segundones podían dedicarse a la Iglesia o probar fortuna en la guerra contra los moros, en la que podían ganar honores y tierras con su esfuerzo. Al acabar la conquista se acabaron las tierras por conquistar, aunque se podía seguir la reconquista por el norte de África, la Mauritania Tingitana de los romanos. Portugal terminó su reconquista antes que Castilla y se lanzó a establecer colonias en el norte de África como paso previo a seguir la ruta por el sur del continente. Aragón, también terminó antes que Castilla y se lanzó a buscar la ruta directamente por el Mediterráneo.
La reina Isabel la Católica en su testamento encargó que la reconquista siguiera por tierras de África, pero el descubrimiento de la ruta a las Indias por Occidente, en realidad el continente americano, abrió posibilidades inesperadas para continuar el ímpetu conquistador de los ocho siglos anteriores.

## Las exploraciones portuguesas

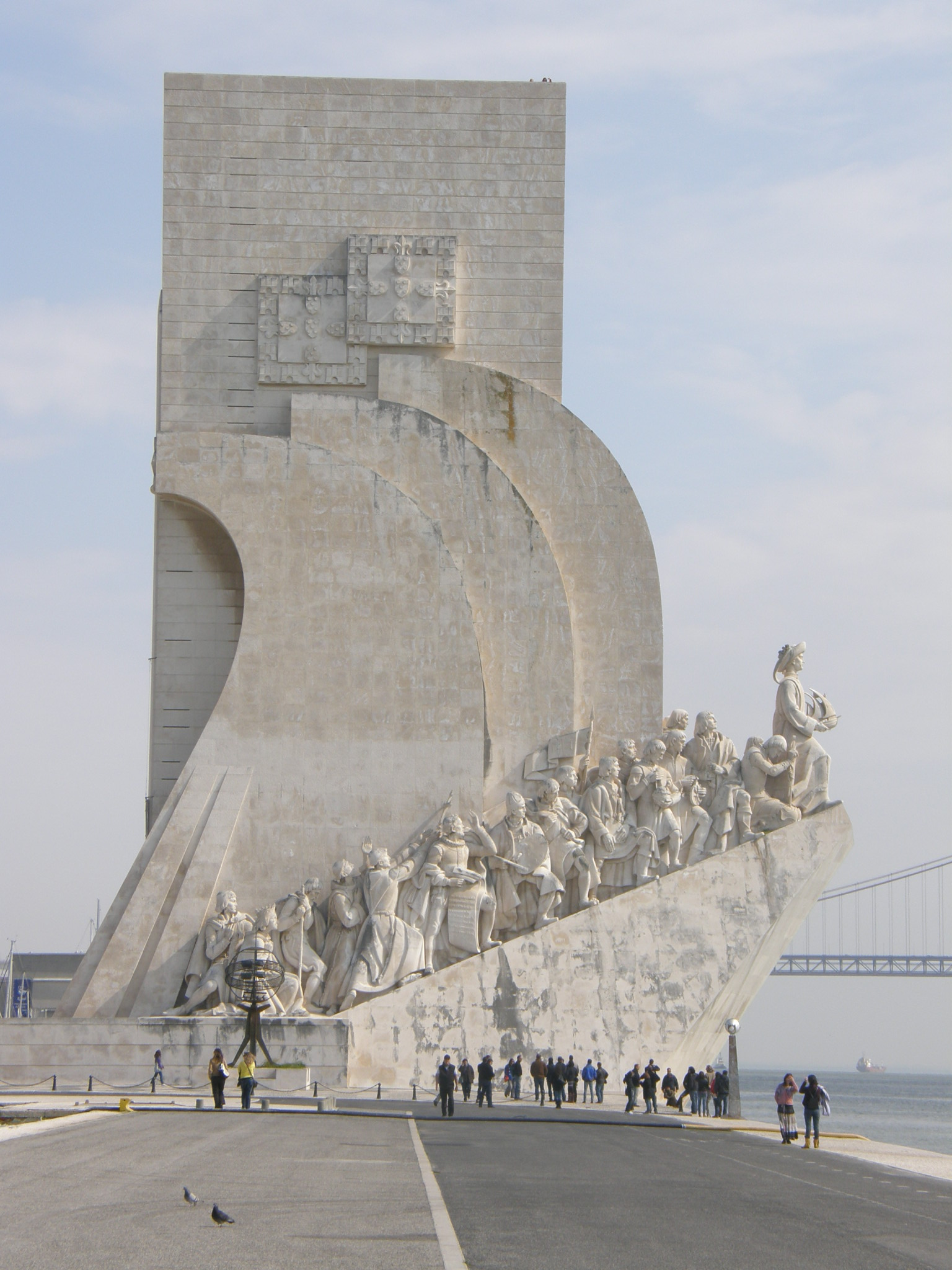
Monumento a Enrique el Navegante ubicado en Lisboa, impulsor de las grandes exploraciones portuguesas.

El mítico Oriente solo pudo volver al pensamiento de los europeos una vez que se inventaron en la península ibérica la carraca y posteriormente la carabela. Con dichas naves es posible viajes más largos y con más carga, por tanto se abre la posibilidad a prescindir de las navegaciones de cabotaje.
Este afán explorador se debe a una serie de causas. La más probable es la búsqueda de nuevas rutas para el comercio de especias sin depender de las caravanas terrestres que cruzaban Asia, donde las cambiantes condiciones políticas podían interrumpir en cualquier momento el suministro y el cargamento; además el transporte por tierra en dromedario permitía solo fardos pequeños.
Los monetaristas sostienen que el motivo principal que dio inicio a la Era de las Exploraciones fue la grave reducción de la cantidad de metal precioso que existía en Europa. La economía europea dependía de la circulación de moneda de oro y plata pero su escasez había sumido a Europa en la recesión. Otro de los factores fue la prolongada guerra de la Reconquista contra los estados musulmanes de la península ibérica. Para los cristianos hispánicos era vital para la supervivencia poder sobrepasar la esfera territorial de los estados islámicos. Al mismo tiempo aprendieron mucho de sus vecinos árabes. En la carraca y la carabela introdujeron el uso de la vela latina, empleada por los árabes, mejorando la maniobrabilidad de los barcos. También a través de los árabes se redescubrió la obra de los geógrafos griegos de la antigüedad, dando por primera vez a los europeos una idea aproximada del contorno de África y Asia.
Casi desde su nacimiento Portugal necesitaba expandirse y abrir nuevas rutas al comercio y al intercambio, especialmente teniendo frontera con un solo reino. Dicho hecho influyó en el carácter mucho más organizado que las castellanas, gracias también a la labor de Enrique el Navegante, quien fundó una institución dedicada a la cartografía y la formación de una flota propia del Estado, cosa que Castilla dejó a la iniciativa privada. La primera gran oleada de expediciones fue enviada por Portugal bajo el mandato de D. Enrique y se internaron en pleno océano Atlántico arribando a las islas Madeira en 1419 y posteriormente a las Azores en 1427, quedando todas colonizadas en 1439 (Love, 2006, p. 10). El proyecto de Enrique el Navegante consistía en explorar la costa occidental de África. Durante siglos las únicas rutas comerciales entre África Occidental y el mundo del Mediterráneo cruzaban el desierto del Sahara. Estas rutas estaban controladas por los estados musulmanes del norte de África, viejos rivales de Portugal. Los portugueses esperaban comerciar directamente con África Occidental por la vía marítima, evitando así los territorios islámicos.

### La circunnavegación de África

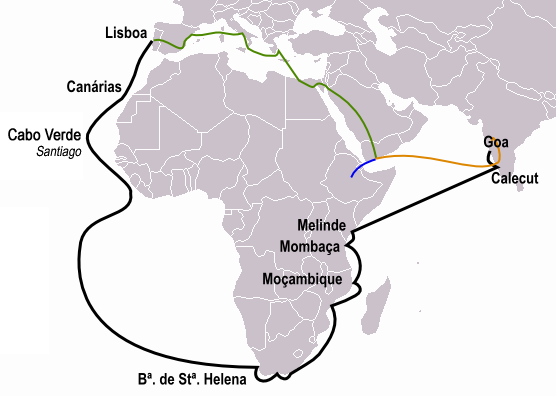
Camino tomado por Vasco da Gama en la expedición (en negro), junto al recorrido por Pêro da Covilhã (naranja) y Afonso de Paiva (en azul) tras su viaje conjunto (en verde).

Los navegantes portugueses progresaron en su circunnavegación de África lentamente pero con seguridad, consiguiendo cada año avanzar algo más hacia el sur.
Las distintas expediciones por África habían constatado la riqueza del continente en forma de madera, esclavos, caza y pesca, por citar las de más inmediata explotación. Fue Gil Eanes quien salvó definitivamente el obstáculo que suponía el cabo Bojador en 1434 en los viajes hacia la parte subsahariana de África.
Tras la proeza realizada por Gil Eanes se abría la posibilidad de traer recursos a Portugal, pero todos ellos requerían de colonias autosuficientes y con capacidad para suministrar provisiones a los navegantes en su ruta más allá de África. Así los portugueses fueron tomando enclaves como Cabo Verde en 1460, Santo Tomé en 1470 y Angola en 1478, cuando Diogo Cão llegó con dos carabelas a sus costas (Olusaga y Erichsen, 2010, p. 2). Poco después del desembarco en Angola, Cão arribó a unas playas cubiertas por la niebla y la calima en 1484, dejando una cruz como testigo de su presencia y de su dominio, pero aquellas costas peligrosas para la navegación que después serían Namibia no presentaron ningún aliciente para los lusos y, según Olusaga y Erichsen Olusaga y Erichsen (2010, p. 3), el único testimonio de su soberanía sobre tales tierras sería dicha cruz.
En el lapso de dos décadas se había vencido la barrera del Sahara y dio comienzo el comercio de oro y esclavos en lo que hoy es Senegal. El avance continuó mientras se construían fuertes en La Mina y Santo Tomé y Príncipe, esta posición se convertía en la primera colonia productora de azúcar, muy demandada en Europa.
Un hito decisivo tuvo lugar en 1487, cuando Bartolomé Díaz dobló y bautizó el cabo de Buena Esperanza, demostrando que era posible alcanzar el océano Índico. Pero el Índico posee un régimen de corrientes propio al ser el único tropical, es decir, su parte norte supera por poco el trópico de Cáncer. Pese a ello, Mozambique es avistado por Vasco da Gama hasta diez años después, en 1497, y tras él varias partes de más de la costa oriental africana.

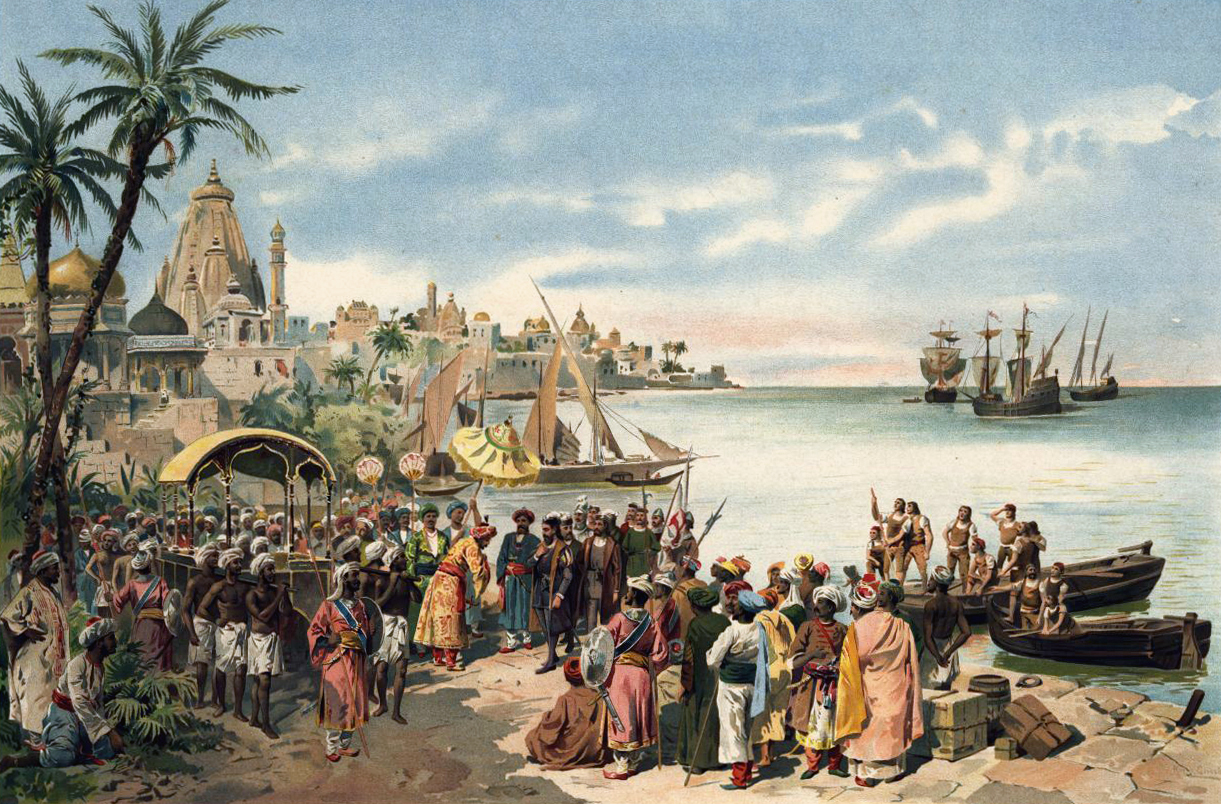
Vasco da Gama llega a Calicut en 1498. La India y el acceso a sus recursos se considera el detonante de la Era de los Descubrimientos.

Al año siguiente de cruzar entre Madagascar y África se cumplió el tan anhelado arribo a las costas de India, en concreto a Calicut y Goa. Por supuesto abrir la ruta fue un paso decisivo para prescindir de la Ruta de la Seda, pero no el único.Se hizo necesario tomar posesión de otros enclaves. Así Los portugueses comienzan a explorar y a tomar posesión, aunque solo fuese de forma limitada, de Mozambique en 1505, de Goa en 1510, para tener frontera y puerto con la India, el actual Timor Oriental en 1514 y Macao ya en 1557, con el fin también de disponer de una frontera y puerto con China, como resume Sánchez i Cervelló (1995). Aún poseyendo las mencionadas bases, Portugal necesitaba el establecimiento de más puertos por toda la costa de África y de Arabia para dar soporte a las flotas mercantes lusitanas, comienzo del imperio portugués y una de las señas de identidad lusitana que llevaron a esa nación a realizar grandes esfuerzos por conservarlo hasta el punto de ser «el último imperio occidental».

### El descubrimiento de Brasil
Un año después de la gesta realizada por Vasco de Gama, Portugal preparó la mayor expedición hasta la fecha con el fin de llegar al continente asiático. El mando de tan grande iniciativa fue confiado a Pedro Álvarez Cabral. Extrañamente las naves de Cabral partieron con alimentos y leña del todo insuficiente para lograr circunnavegar África. Pese a ello la escuadra lusa partió, pero se desvió de su ruta fondeando la tarde del 22 de abril de 1500 en las costas de América, pero dentro del área reservada para Portugal en el recién firmado Tratado de Tordesillas (Lucena, 2000, p. 54). Debido a este presunto error de navegación Portugal dio por descubierto oficialmente la que después sería su colonia más rica y capital del imperio portugués: Brasil.

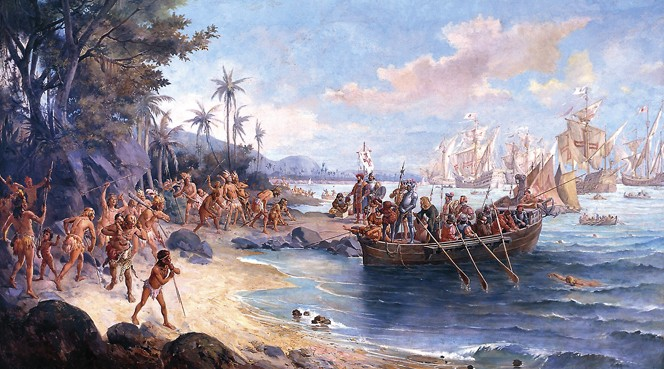
Pedro Álvarez Cabral desembarca en Brasil.

El descubrimiento de Brasil en el siglo XV y el de sus grandes riquezas en el XVI atrajeron la mayor parte de los esfuerzos coloniales lusos. No es que detuviera el interés por Asia, pero la nación ibérica no contaba con suficiente población para profundizar en Asia y África al tiempo que seguir explorando y explotando las riquezas americanas. América ofrecía los ya citados diamantes, también contaba con nuevas especias, como la vainilla, y en el siglo XVIII comenzaron a extraer látex del caucho para fabricar recipientes e impermeabilizar tejidos (Gheerbrant, 1990, p. 79). Explotar todos estos materiales demandaba gran atención de Lisboa, la cual no contaba con recursos materiales ni humanos para conservar sus posesiones en Asia y llegó incluso a perder algunas de las plazas en Asia a manos de franceses, neerlandeses y británicos, caso de Ormuz (Sánchez i Cervelló, 1995, p. 35 y 36). En el resto de las posesiones africanas solamente se ocupó la costa o determinados enclaves de la costa y el esfuerzo se lo llevó Brasil. Pese a todo, África no fue olvidada y mucho menos abandonada, llegando a ser una seña de identidad portuguesa y un vínculo del Portugal contemporáneo con un pasado de aventureros y navegantes (Andresen, 2001, p. 13), pero esta menor atención de Asia y la ruta africana para llegar a ella sería cubierta por otras naciones, entre las que destacaron los Países Bajos.

### El declive del monopolio portugués
La exploración y la colonización portuguesas continuaron a pesar de la rivalidad con España. Los portugueses fueron los primeros occidentales que llegaron al Japón y establecieron comercio con él. Bajo el reinado de Manuel I la Corona portuguesa inició un ambicioso proyecto para poner bajo su dominio los territorios y rutas comerciales que habían sido declarados suyos. El plan consistía en construir una serie de fuertes que permitirían a Portugal controlar las principales rutas comerciales hacia Oriente. De esta forma, se establecieron fuertes y colonias en la Costa del Oro africana, Luanda, Mozambique, Zanzíbar, Mombasa, Socotra, Ormuz, Calcuta, Goa, Bombay, Malaca, Macao y Timor. Los portugueses también dominaban el ya mencionado Brasil, cuya costa había sido explorada en 1500 por Pedro Álvares Cabral, y que quedaba en parte en la zona portuguesa según el «reparto» del Tratado de Tordesillas de 1494, como se ha comentado.
Portugal encontró dificultades a la hora de extender su imperio tierra adentro, más allá de las regiones costeras, en las cuales hubo de concentrarse. El tiempo demostró que el país era demasiado pequeño como para sostener la dotación económica y de hombres que eran necesarias para una empresa tan colosal. Las fortalezas establecidas por todo el mundo enfrentaban una falta de hombres y de equipamientos crónica. No fue posible competir con naciones más potentes que poco a poco fueron irrumpiendo en los dominios portugueses. Sus días de cuasimonopolio comercial con Oriente estaban contados. La hegemonía portuguesa en Oriente fue quebrada por los exploradores neerlandeses, franceses e ingleses, que no tomaron en consideración el reparto del mundo hecho por el papa. En 1580 el rey español Felipe II accedió también al trono portugués como heredero a la Corona tras el fallecimiento sin descendencia de su primo Sebastián, Felipe II era nieto de Manuel I de Portugal. La combinación de ambos imperios era demasiado enorme como para seguir incontestada y también como para hacer frente al desafío de responder.
Algunas posesiones portuguesas se perdieron o quedaron restringidas por las colonias neerlandesas y británicas vecinas, principalmente en África Occidental, Oriente Medio y el Lejano Oriente. Bombay fue entregada a los ingleses en calidad de regalo de bodas. Las colonias en las que la presencia de los portugueses fue real (Macao, Timor Oriental y Goa, Angola, Mozambique y Brasil) siguieron en manos portuguesas. Los neerlandeses llegaron a controlar casi la mitad de Brasil, siendo finalmente rechazados.

## Los recursos de América

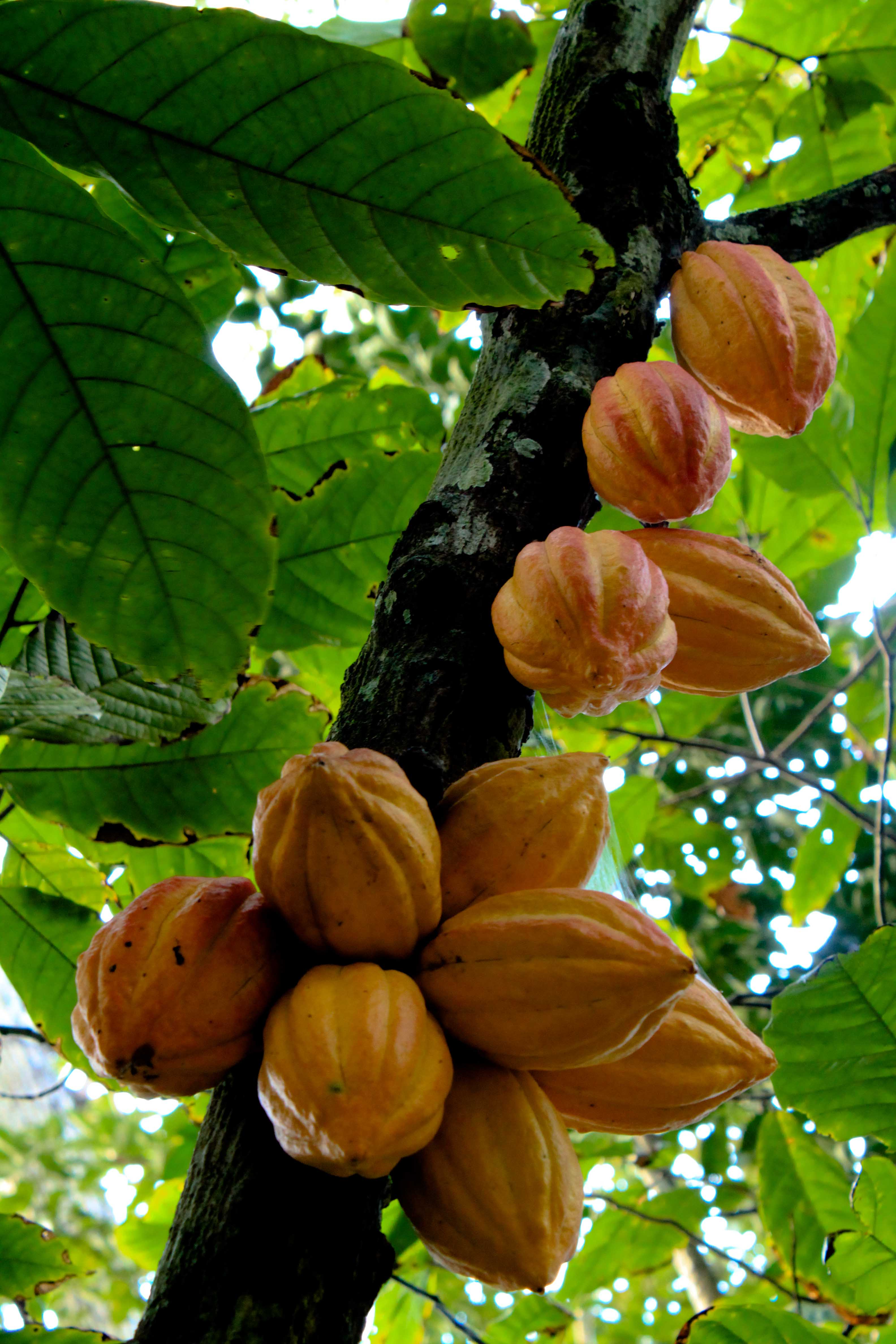
Además del oro y la plata, los españoles encontraron otros productos como el cacao, que llegó a ser una de las semillas más cotizadas del mundo.

Como se ha dicho más arriba, después de que Colón llegara a América, las diversas culturas africanas, europeas, y asiáticas, comenzaron a utilizar y consumir una gran cantidad de productos desarrollados por las culturas americanas. Los de más rápida y fácil explotación fueron los alimenticios como el maíz, la mandioca, el algodón, el maní (cacahuete), el ají, la piña o ananá, el aguacate, el tabaco, la vainilla, el tomate, la patata o el cacao y su derivado el xokolatl o chocolate. Unos de los más apreciados fueron los pimientos, en sus múltiples variedades, que proporcionaban unas ventajas parecidas a las de la pimienta.
Así mismo en las tierras americanas se comenzó a cultivar con gran éxito planta ya conocidas por los europeos, como el azúcar o el café (Rossignon, 1859, p. 93), y también de las nuevas tierras se llevaron al Viejo continente cultivos que florecieron bien, caso del tabaco (Rossignon, 1859, p. 250 y siguientes).
Otros productos tardaron algo más de tiempo debido a distintos motivos. Así el caucho, obtenido del látex, debió esperar más hasta depurar el método de extracción, lo mismo que los nuevos tintes. El Palo de Brasil no era de origen americano, provenía de Ceilán y se le conocía desde la Edad Media, pero en Santo Domingo y Cuba se halló otra planta, la Caesalpinia Crista, similar a la original asiática, la Caesalpinia Brasiliensis (Ball, 2001, p. 132-133). El tinte obtenido de la especie americana no era tan bueno como el original, pese a ello terminaría dando nombre a la región descubierta por Álvarez Cabral. Los tintes eran muy apreciados en la Europa de aquellos siglo y llegaron a provocar enfrentamientos armados, como sucedió con el otro arbusto americano también muy demandado por los tintoreros, el palo Campeche. Esta planta, la Haematoxylum campechianum, era capaz de proporcionar diversos colores, pero necesitó de casi un siglo para lograr una producción regular, en 1580 ya se ordenó un suministro periódico de 3000 quintales métrico en palo o en pasta (Lucena Salmoral, 1982, p. 702). Otra planta útil para las tintorerías resultó el palo equa muy apreciado por su color negro. También necesitó tiempo el añil que terminaría desbancando en Europa al tinte de la India por ser más barato y de mejor calidad. El añil se descubrió en Nueva España en 1560, tres años después ya se cosechaba en Guatemala y Yukatán, en 1576 se cosechaba en Honduras y Campeche comenzando a desbancar por completo a tinte asiático hacia 1600 (Lucena Salmoral, 1982, p. 702).
Otro aporte de gran importancia fue proporcionar suelo para cultivar especies muy demandas en Europa, como el azúcar. Los propietarios de plantaciones azucareras resultaron muy rentables y por esta razón el Caribe resultó mucho más interesante que todo el subcontinente norteamericano. América no contaba con pimienta ni canela que conservaran y dieran buen sabor a los alimentos, sin embargo sí ofrecía pimientos con un efecto parecido. Además portugueses, españoles e italianos pronto descubrieron los grandes aportes nutricionales de tomates y patatas, con lo que se pondrían las bases nutricionales para futuras explosiones demográficas.
Una vez asegurada la conquista, los principales focos de interés fue el comercio de especias que hasta allí los había llevado, así como la explotación de otras riquezas como los metales preciosos, principalmente oro y plata, cuya acumulación haría posible el despegue de la sociedad industrial a partir del siglo XVIII.

## Las exploraciones españolas

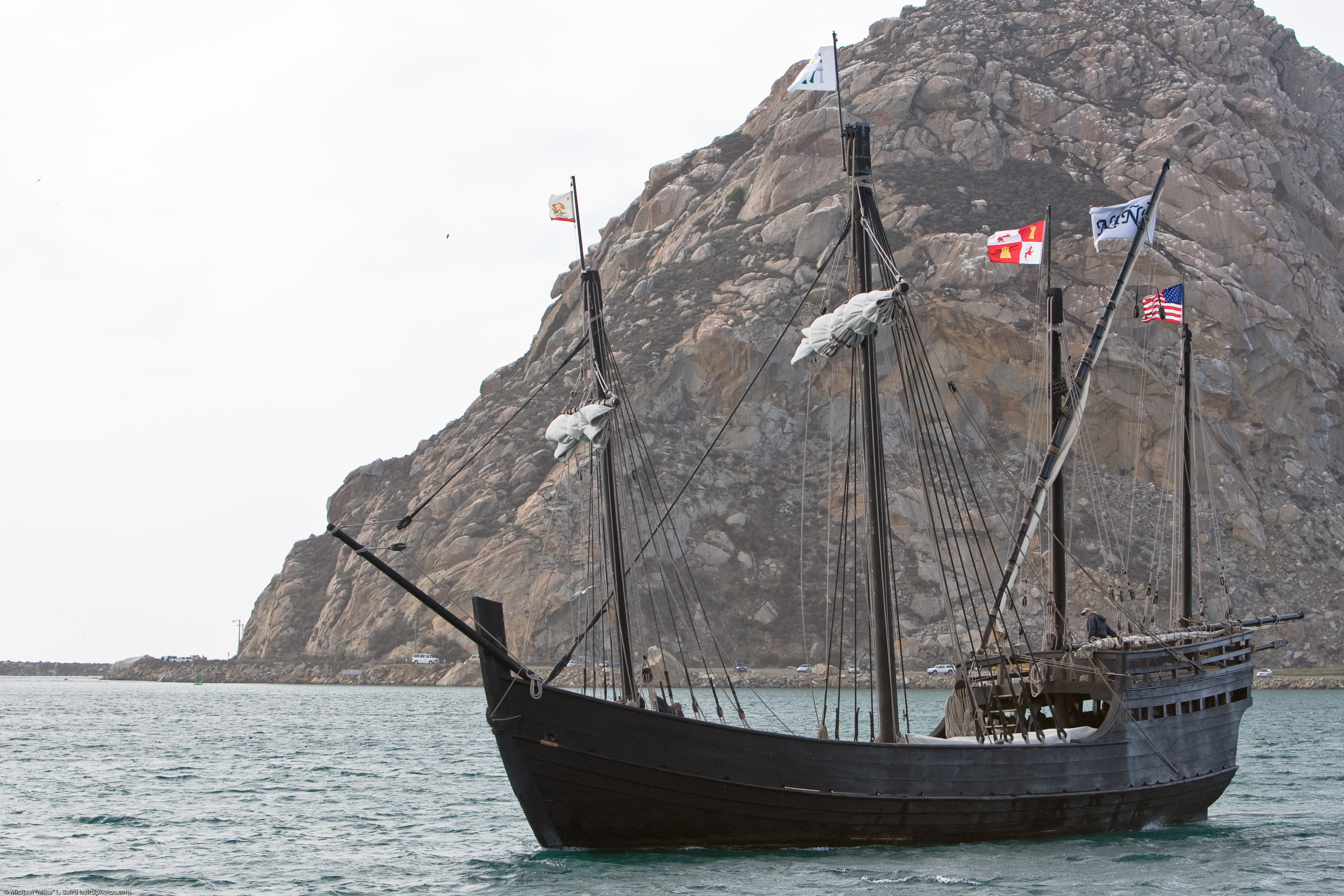
Una réplica conjetural de La Niña, una de las carabelas usadas en el primer viaje de Colón.

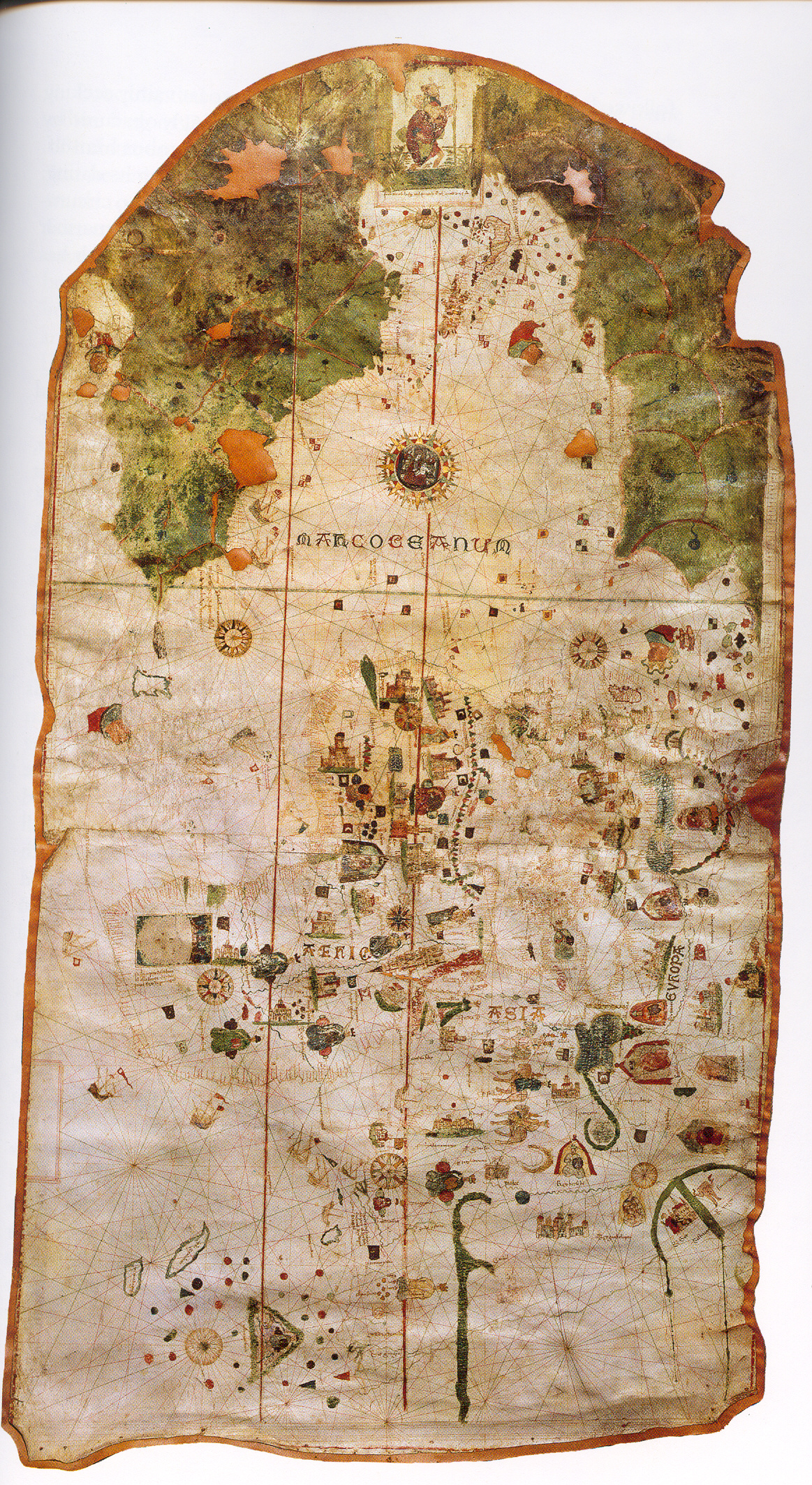
Mapamundi más antiguo existente donde aparece el continente americano, realizado por el marino Juan de la Cosa en 1500 en El Puerto de Santa María. El Nuevo Mundo aparece en la parte superior (en verde) y el Viejo Mundo en la parte central e inferior (en blanco).

El Reino de Castilla compitió con Portugal, pero empezando sus exploraciones del Atlántico con retraso respecto a los lusos: hasta finales del siglo XV los exploradores castellanos no entrarían en competencia directa con sus vecinos peninsulares aunque su presencia comercial y pirática era activa en las aguas atlánticas. El primer enfrentamiento fue por las islas Canarias, que fueron confirmadas como posesión castellana en el Tratado de Alcáçovas e incorporadas en su totalidad tras largas campañas contra los indígenas insulares entre 1478 y 1496.
Por otro lado, los recursos castellanos estaban dedicados al esfuerzo bélico contra el reino de Granada en la península ibérica. Una vez terminada la Reconquista y recuperada la población de los estragos debidos a la peste negra, los Reyes Católicos pudieron dedicarse a la financiación de nuevas exploraciones y rutas comerciales ultramarinas.

### El descubrimiento de América
En 1492, los monarcas deciden financiar la expedición de Cristóbal Colón con la esperanza de encontrar una ruta que llegase a las Indias, navegando hacia el Oeste, buscando una alternativa a la ruta de las especias y cumpliendo con el Tratado de Alcaçovas, que reservaba a Portugal el camino por el sur de África.
En rigor, el continente americano había sido descubierto por culturas asiáticas, varios milenios antes de la llegada de Colón, pero hasta ese momento, su existencia había permanecido desconocida por la mayor parte de las culturas asentadas en Europa, África y Asia. Conocido el nuevo camino al este del continente asiático, denominado por algunas etnias europeas como «las Indias». La delimitación de las áreas de influencia de España y Portugal pasó a ser un asunto comprometido que acabó resolviéndose diplomáticamente con la firma de un nuevo tratado en Tordesillas, de 1494. Dicho tratado fijó el límite entre las dos potencias ibéricas tras las demandas de Portugal por mover la línea hacia el oeste de un meridiano que pasaba 370 leguas al oeste de las islas de Cabo Verde. Los portugueses se otorgaron todo el territorio no europeo que se encontraba al este de dicho meridiano. Esto ponía en sus manos África, Asia y la parte oriental de Sudamérica, el extremo de Brasil. Los españoles se adjudicaron los territorios que pudieran descubrirse al occidente del mismo –tierras prácticamente desconocidas hasta ese momento– principalmente la zona occidental del continente americano así como algunas islas del océano Pacífico.
Al principio, Colón y otros exploradores españoles quedaron decepcionados por el resultado económico de sus exploraciones. A diferencia de África o Asia, los habitantes de las islas del Caribe no poseían especias ni seda, ni tenían bienes que los españoles consideraran de valor, aunque sí poseían gran cantidad de productos agrícolas desconocidos por el mal llamado Viejo Mundo, como el maíz, la mandioca, el algodón, el maní (cacahuete), los pimientos, la piña, la patata y el tabaco. Tiempo después, al explorar más el continente, los europeos fueron hallando nuevos productos y comenzaron a percatarse del valor comercial de los mismos en los mercados de Europa, para competir con los bienes que portugueses e italianos llevaban desde Asia y África. A los productos ya mencionados se sumaron nuevas especias como la vainilla, el tomate, el cacao y su derivado el xokolatl o chocolate, la llamada pimienta de Jamaica, o la cochinilla, fuente de un apreciado tinte.
Ya en 1496, Bartolomé Colón funda Santo Domingo, conocida por ser el lugar del primer asentamiento europeo en América y por ser la primera sede del gobierno colonial español en el Nuevo Mundo. Pero en aquel momento no se conocía la existencia del continente, al otro lado del golfo de México, ni del tamaño real del océano más grande de la Tierra.
En el interior de América los españoles encontraron dos grandes imperios, el azteca y el inca que eran tan extensos y poblados como cualquier reino de Europa. Su conquista se vio facilitada por las alianzas que los conquistadores españoles establecieron con los pueblos sojuzgados por dichos imperios y por la catástrofe demográfica que sufrieron provocada por las enfermedades llevadas inconscientemente por los europeos, especialmente la viruela. En otros casos, la resistencia de las culturas indígenas fue tan tenaz, que su conquista por parte de los europeos exigió largas guerras, terminando siendo conquistados siglos más tarde. Existe algunas excepciones de pueblos originarios que resistieron la colonización Europea hasta bien avanzado el siglo XIX (cuando España ya no poseía dominios en la América continental), tal caso es el pueblo mapuche, quien terminó entrando en conflicto con los criollos.

### La vuelta al mundo

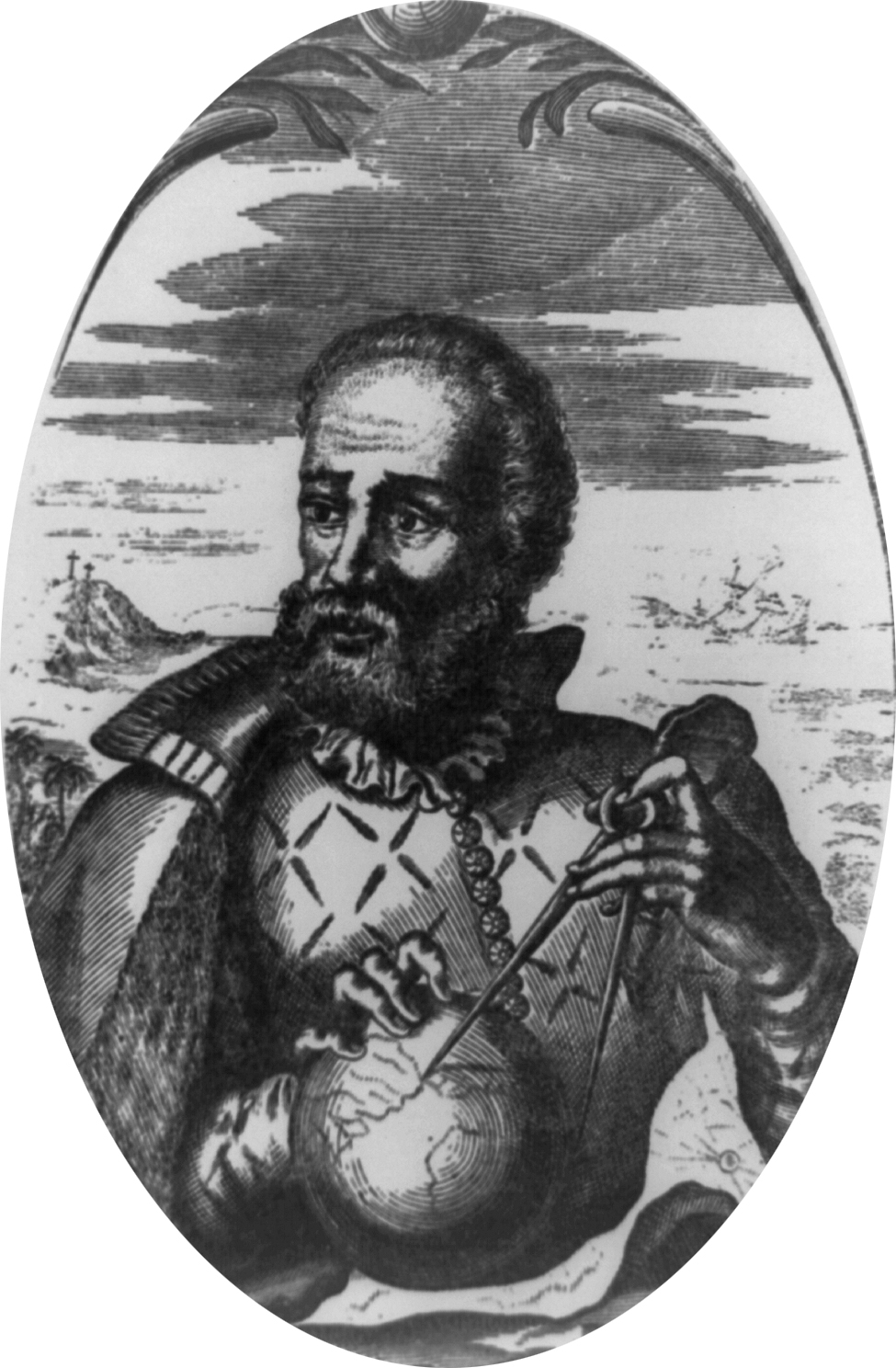
Fernando de Magallanes (1480-1521).

De todos modos, como las especias más apreciadas en Europa no aparecían en el nuevo continente, la Corona española siguió con sus miras puestas en las Indias orientales. Por ello, en 1519, año en que Hernán Cortés desembarcaba en México, financió la expedición del marino portugués Fernando de Magallanes. El objetivo del viaje era encontrar las Islas de las Especias (las Molucas) navegando hacia poniente para comerciar con ellas en beneficio de Castilla, dado que por el Tratado de Tordesillas correspondían a su zona de influencia. Magallanes había intentado antes que la expedición la financiase Portugal pues había participado en la colonización de la India y Malaca, pero respetuosos los portugueses del Tratado, se negaron a ello y también a incrementarle el sueldo. Decepcionado, se retira, pero permanece en suelo patrio durante un año y traba amistad con un personaje que será importante en su futuro: Rui Faleiro.

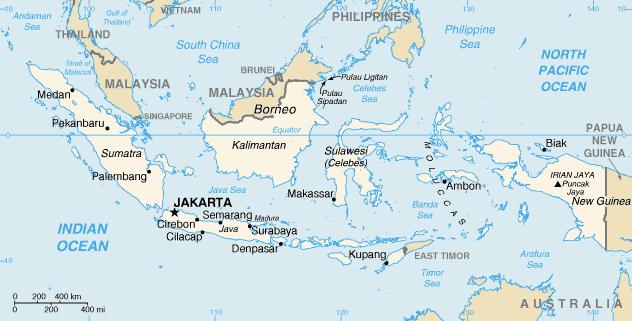
Las Molucas, en el archipiélago indonesio, entre Nueva Guinea y Célebes, con Australia al Sur, objetivo de la expedición.

Desde tiempo atrás Magallanes se fue convenciendo de la existencia de un paso por poniente a las Molucas, cruzando el mar del Sur. El tal paso se había buscado con denuedo sin conseguirlo, pero Magallanes se mantuvo firme en su convicción de que no había una franja de tierra de Polo a Polo. Con el apoyo de Faleiro lo llevó a Sevilla el 20 de octubre de 1517 llega a Sevilla con la intención de ponerse al servicio de la Corona española con el fin de ser el primero que descubra el deseado paso. Carlos I el 22 de marzo de 1518 en la oportuna Capitulación. El rey Manuel de Portugal, que ha conquistado Malaca, ve peligrar el último y definitivo objetivo: las Molucas. Por lo que trataó de sabotear la expedición enviando a su embajador Álvaro de Costa. Pero ambos monarcas tienen mucho cuidado en salvar las apariencias; ay que, porque por aquellas fechas, Manuel I iba a casarse con Leonor de Austria, hermana del rey español, y Carlos I se mantuvo firma junto a Magallanes en la empresa de La Especiería.

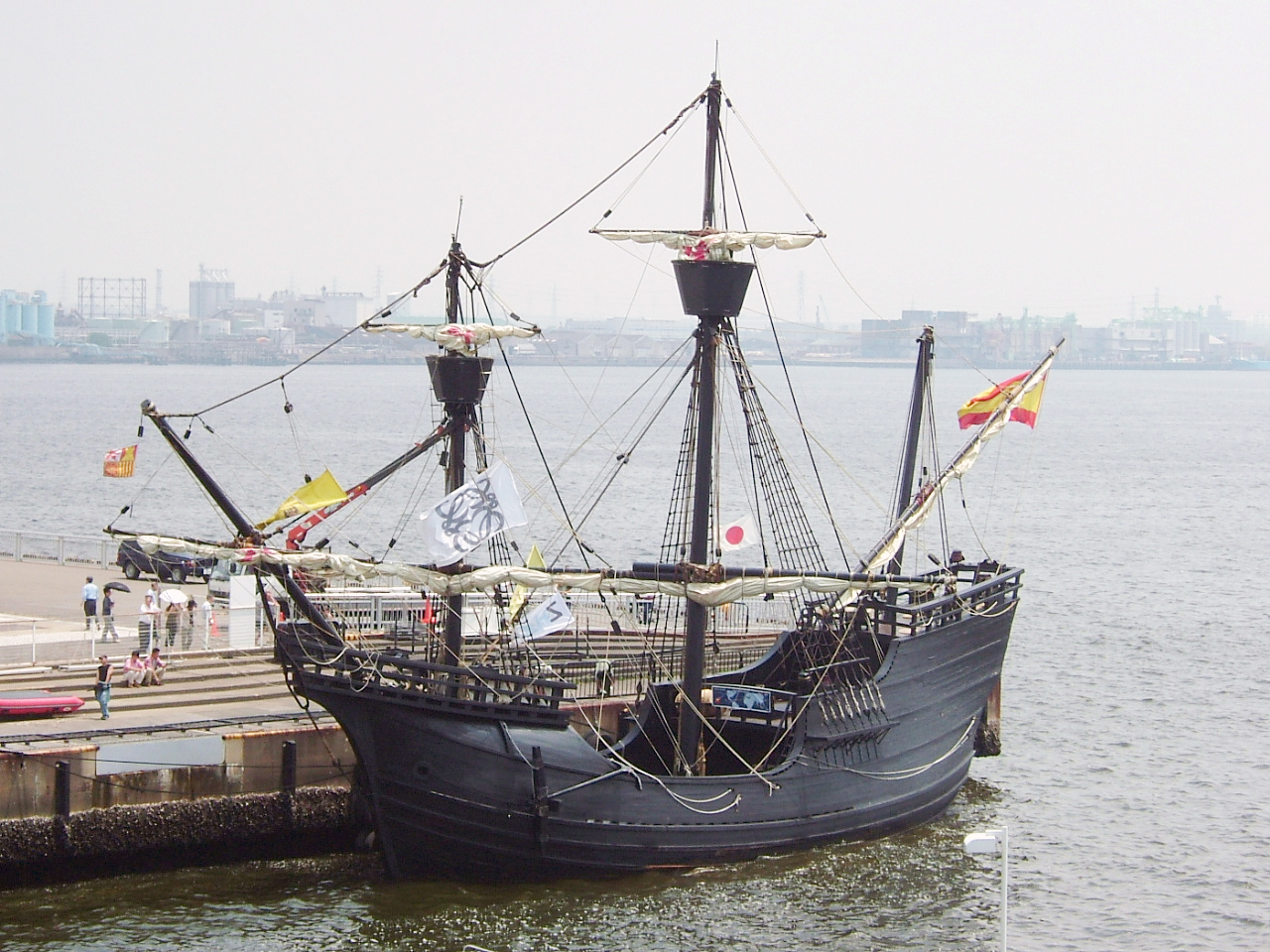
Réplica de la nao Victoria, única de la Armada de Magallanes que regresó a España.

De acuerdo con las Capitulaciones la armada tendría dos capitanes generales, en pie de igualdad: Magallanes y Faleiro, el astrónomo, quien se encargaría de la construcción de los instrumentos náuticos necesarios y, sobre todo, de la ya comentada espinosa cuestión de la longitud; pero, sin estar claro el porqué, Faleiro es apartado de la expedición, y sustituido por Andrés de San Martín, que se siguió las indicaciones de aquel para determinar la posición en alta mar, con resultados satisfactorios para la época; pero Magallanes queda como el capitán general. Sin embargo, al frente de la mayor de las naves, San Antonio, se pone a Juan de Cartagena, primo del obispo de Burgos, quien recibe además cédula de Veedor General y conjuncta persona —«adjunto»— del portugués, con el encargo de velar por la buena marcha general de la expedición y de cuidar que no haya negligencias, tareas de límites ambiguos e imprecisos. Decisión un tanto política, resulta envenenada, pues ambos hombres se enfrentarían con consecuencias muy graves.
Se aparejó una flota de cinco naos con una tripulación de 265 hombres: Trinidad —la capitana—, San Antonio, Concepción, Victoria y Santiago. Desplazaban entre 144 toneladas —San Antonio— y 90 toneladas —Santiago—. Se dotaron adecuadamente con armas, útiles diversos, mercaderías para trueques, y bastimentos abundantes: bizcocho, vino, vinagre, pescado seco, tocino, habas, garbanzos, lentejas, harina, ajos, quesos, miel, almendras, anchoas, sardinas, pasas, ciruelas, higos, azúcar, membrillo, mostaza, alcaparras, arroz. Incluso se embarcaron seis vacas para disponer de leche fresca, y como reserva de carne. El costo total de la Armada de Magallanes ascendió a 8 751 125 maravedíes y partió el martes 20 de septiembre de 1519. Seis días después arribaron a Tenerife para abastecerse de agua, carne y leña. Por último, el 3 de octubre, fecha en que zarpan a medianoche en dirección sur hacia las costas africanas de Sierra Leona en lugar Brasil, una decisión extraña. Lo que incomodó a Cartagena. Aparentemente, el incidente no tiene consecuencias, pero después de catorce días sin vientos favorables el descontento de Cartagena fue a más y niegó el saludo protocolario al capitán general, un acto inamistoso que terminaría con la destitución y arresto de Cartagena. Luis de Mendoza se ofreció a responsabilizarse del capitán destituido, para evitar que un hidalgo español fuera al calabozo, a lo que Magallanes accede. Antonio de Coca fue nombrado capitán del San Antonio. Este grave incidente va a tener peores consecuencias más adelante.
Tras cruzar el Atlántico tocan tierras brasileñas en el cabo de San Agustín, a 23 grados y medio de latitud sur, donde se proveen de carnes, fruta, patatas. Pasados los 34 grados creen haber llegado al paso y se internan durante quince días para realizar el primer descubrimiento de importancia: Río de la Plata. El 24 de febrero avistaron el golfo de San Matías, más allá de los 40 grados, pero tampoco lograron localizar ningún paso hacia el oeste. El 31 de marzo de 1520, festividad de San Julián, fondearon en al que llamarán Puerto San Julián, a 49 grados de latitud sur y Magallanes decidió invernar debido al tiempo.

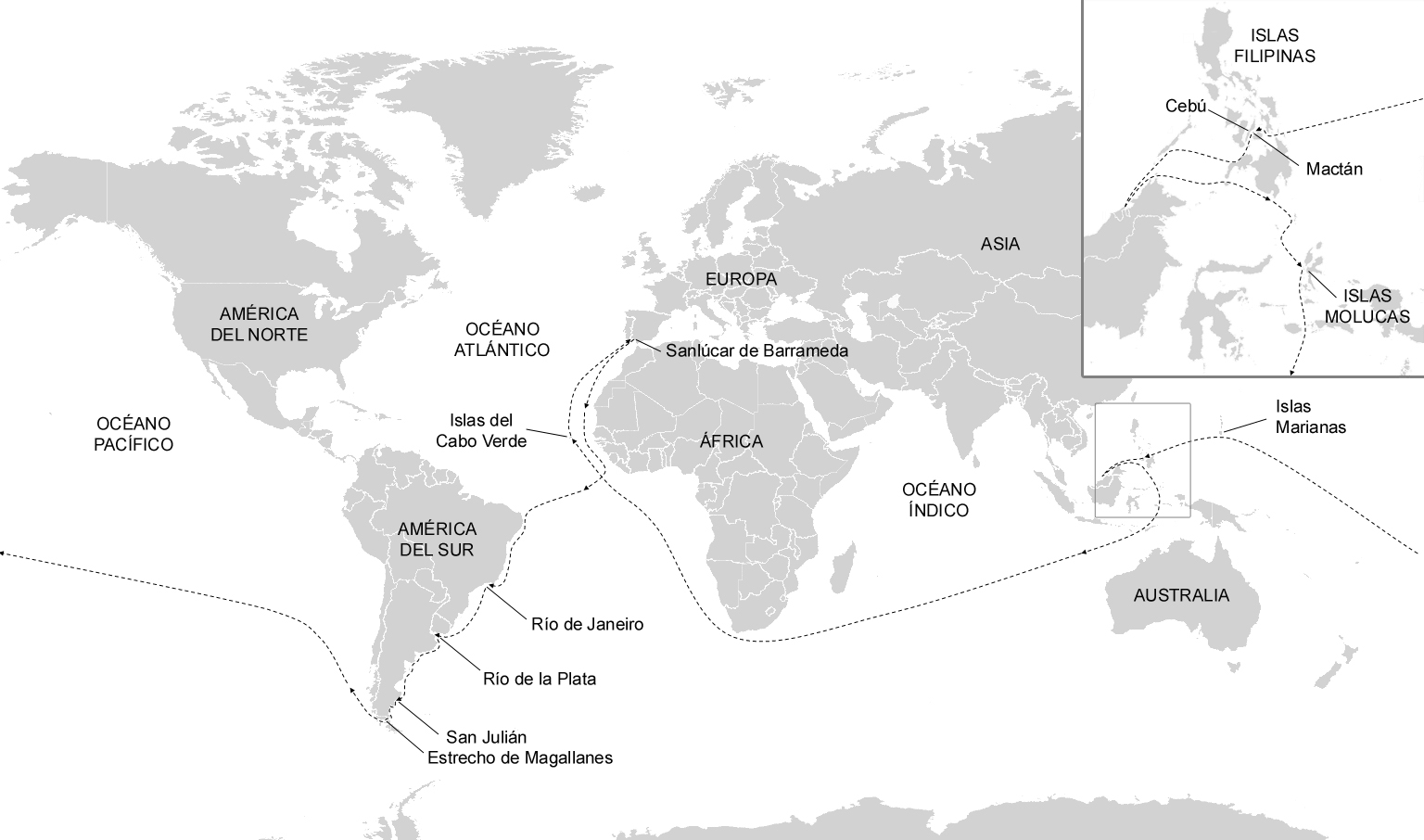
La primera vuelta al mundo. Por vez primera se accede a los mercados de Oriente navegando hacia Poniente.

Los capitanes se quejaban del silencio de Magallanes: «Ni tomaba consejo de sus oficiales ni les daba la derrota que habían de seguir». Y por si fuera poco se ordenó un racionamiento más estricto de los víveres. Tanto es así que el 1 de abril de 1520, Domingo de Ramos, se celebre la primera misa en tierras argentinas y tras ella la situación se volvió tan insostenible que Magallanes sustituye a Coca por su primo Álvaro de Mesquita como comandante del San Antonio, la mayor de las naves, que no podía arriesgarse a perder. Pero esa noche Quesada, Coca y Cartagena abordan la San Antonio, reducen a Mesquita y acuchillan a Juan de Elorriaga, el Maestre. Sin pérdida de tiempo los tripulantes portugueses fueron presos. Convidaron a comida y vino a quienes no se opusieron. Los amotinados pudieron regresar a sus naves, dejando la San Antonio al mando de Juan Sebastián Elcano. En la Trinidad no se sospecha nada, hasta la mañana siguiente en que Magallanes cayó en la cuenta de que haber perdido tres navíos: Concepción, Victoria y San Antonio; pero los amotinados debían estar indecisos por no haber formulado exigencias y Magallanes decisió enviar un boto señuelo con Gonzalo Gómez de Espinosa, alguacil del Trinidad, con una carta para Luis de Mendoza, y otro con sesenta hombres al mando de Duarte Barbosa que recuperaron la Victoria. Sofocado el motín, Magallanes envió el Santiago, mandadó por Joan Serrano, hacia el sur para explorar. La nave llegó a la desembocadura del río Santa Cruz; pero una tempestad hundió la nave.
El 24 de agosto zarparon las cuatro naves restantes, pero dos días después debieron volver a fondear para esperar la llegada del verano. aguardando la llegada del verano. Por fin el 18 de octubre levaron anclas hacia el Sur. Tres días después, festividad de Santa Úrsula y las Once mil Vírgenes, comenzaron a realizar uno de los descubrimientos de la expedición cuando llegaron a un cabo, posteriormente llamado Cabo Vírgenes, y una bahía de aguas oscuras, encajonada entre riscos y montañas coronadas de hielo, aparentemente sin salida. Sin embargo, siguiendo la rutina de tantas otras ocasiones, Magallanes dispuso que la San Antonio y la Concepción se internen cuanto puedan, mientras el Trinidad y Victoria exploran el exterior. Esteban Gómez, capitán de la San Antonio, se insubordinó regresó a España en secreto con la mayoría de los víveres.Por fortuna la Concepción informó que las aguas son saladas y con mareas. No se trata de otro río. El día de Todos los Santos las tres naves se internaron en aquellas aguas. El curso es enrevesado con multitud de ramales y el avance es lento y peligroso, pero llegaron a la desembocadura de un río que llaman Río de las Sardinas, desde donde se adelanta un bote que tres días después retornó con la noticia de haber avistado el mar, localizando el ansiado paso hacia el Mar del Sur.
La expedición no solamente consiguió su objetivo, al encontrar un paso por el sur de América y una ruta por el océano Pacífico, sino que acabó siendo la primera expedición que, a su regreso, tres años más tarde y al mando de Juan Sebastián Elcano, había circunnavegado el globo.

### El descenso del río Amazonas
El descubrimiento del río más largo y caudaloso de la Tierra no se debió a un intento preconcebido, sino a un cúmulo de acontecimientos. Parte de dicho curso fluvial ya se conocía, pues Vicente Yáñez Pinzón había explorado la desembocadura de Río en 1500, pero el interior continuaba siendo una incógnita. Fue cuarenta años más tarde Francisco Pizarro ordenó a su hermano Gonzalo hacerse cargo de la provincia del norte, llamada gobernación de Quito, en la que algunas leyendas auguraban cubierta de canela e incluso cuna de El Dorado, e incluso un futuro virreinato era lo bastante grandes.

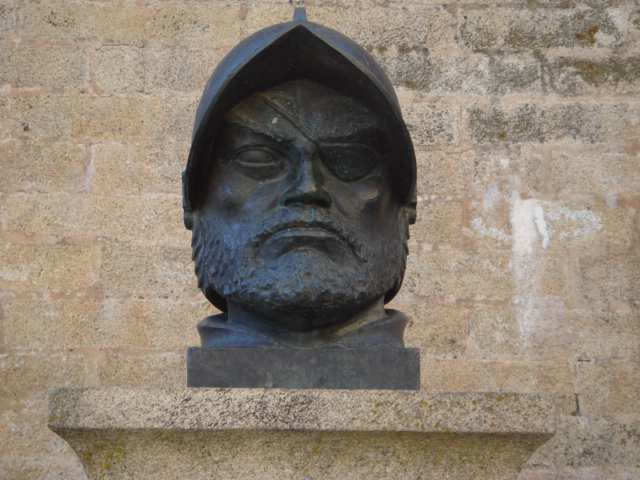
Busto de Francisco de Orellana en Trujillo.

El 1 de diciembre de 1540 Gonzalo Pizarro realizó un primer intento partiendo de Cuzco con cien hombres a pie y otros tantos a caballo, pero un número así de reducido hizo fracasar el intento. Por ese motivo aceptó de muy buen grado el apoyo de su primo Francisco de Orellana para una segunda tentativa. Este volvió a Guayaquil para reclutar efectivos, porteadores y animales como llamas y cerdos, mientras Gonzalo hacía lopropio en Cuzco (Gheerbrant, 1990, p. 16). La comitiva reunida por Gonzalo Pizarro era la más grande vista en esas tierras. Constaba de 340 hidalgos, 200 de ellos a caballo, 2000 perros entrenados para la lucha, 4000 porteadores indios, 2000 llamas cargadas y 2000 cerdos. Por su parte Orellana reunió 21 hombres y séquito, por lo que pudo avanzar más ligero, pese a ello había perdido todos los caballos y pertrechos cuando se unió con Gonzalo (Gheerbrant, 1990, p. 16 y 17). Todos juntos emprendieron la marcha; pero, tras recorrer treinta leguas, unos 200 km, la expedición estaba extenuada y al llegar a lo que consideraban su destino descubrió que no había nada de lo esperado. Debido a lo duro de la ruta seguida, los españoles trataron de hallar otro camino siguiendo un río poblado por nativos pacíficos que después sería conocido como río Coca. Por él llegaron al río Napo, en el cual decidieron comenzar la construcción de un bergantín para transportar los pertrechos y los enfermos hasta llegar a un poblado abastecido de víveres. Pero dicho poblado no apareció cuando habían consumido ya la mayor parte de los suministros; por lo que Orellana propuso adelantarse con setenta hombres por el agua con algunas embarcaciones para no desplazar a toda la expedición. Según relató el dominico Gaspar de Carvajal la fuerza de la corriente les impidió volver atrás e informar al grueso del grupo, llegaron a recorrer 25 leguas por día, es decir, más de 200 kilómetros. Por su parte, Gonzalo Pizarro agotó su paciencia y decidió regresar a Quito por tierra.
Tras una semana de descenso y unos 1200 kilómetros recorridos, los hombres de Orellana estaban extenuados y hambrientos, pero gracias a un manto púrpura logran suministros para pasar un mes construyendo el barco que les debía llevar a Perú por ese río que creían un estuario del océano Pacífico. Antes de salir, Orellana trató de avisar a Gonzalo Pizarro sobre sus intenciones, pero no se presentaron voluntarios suficientes, por lo que consultó con sus hombres y fue nombrado jefe de la expedición.

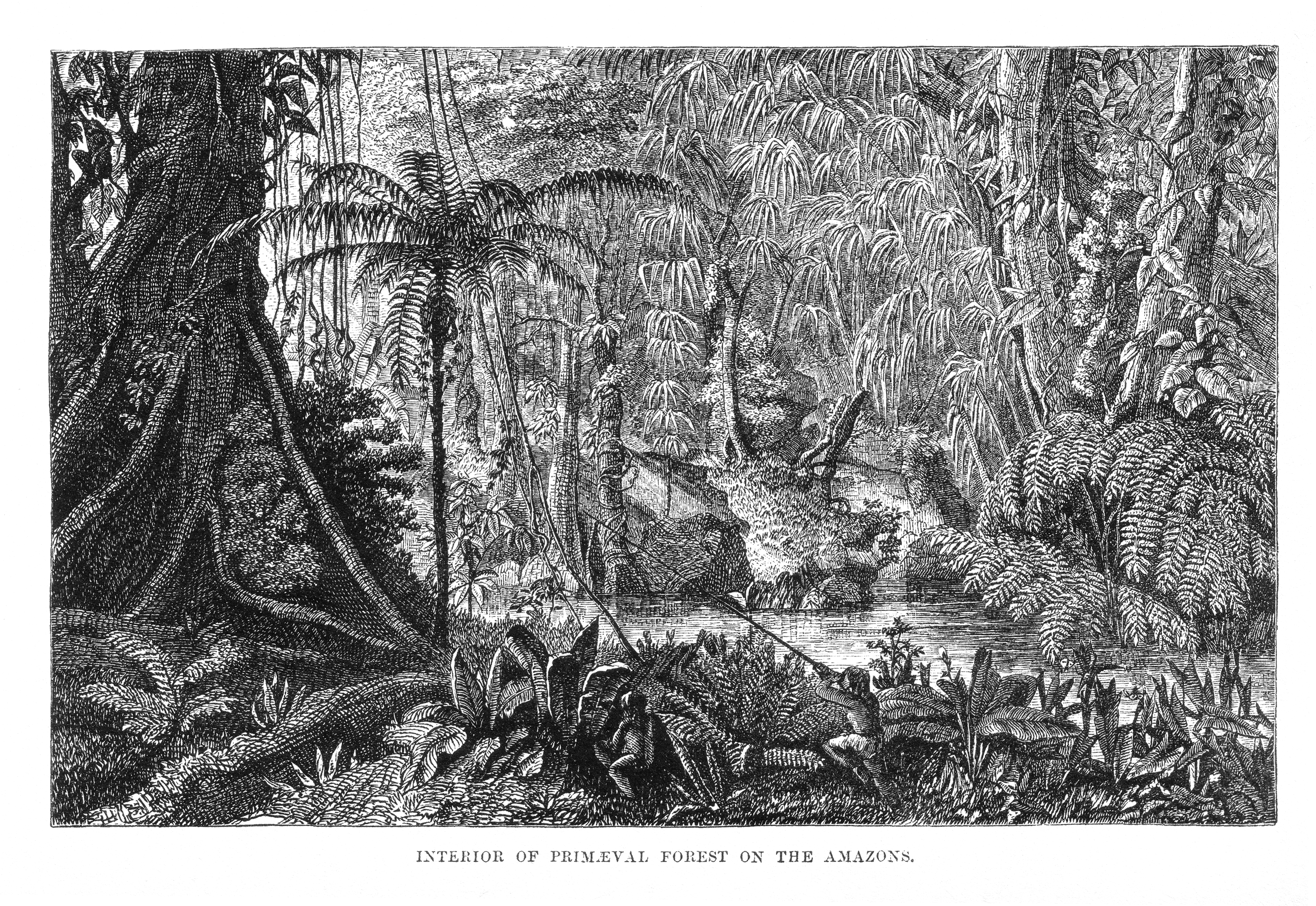
Grabado naturalista del Amazonas, Henry Walter Bates, 1863. El llamado «el infierno verde» resultó muy duro para los españoles, por lo que pudo influir en la veracidad de Carvajal.

El 11 de febrero de 1541 los hombres de Orellana dejaron atrás el futuro Napo y otros afluentes como el río Negro para navegar por el Amazonas. Quince días después encontraron un poblado donde pudieron abastecerse y construir otro barco. A partir de allí pocas aldeas les prestaran apoyo por lo que los detalles suministrados por el cronista Gaspar de Carvajal no se han considerado muy rigurosos. El 5 de junio de 1542 el dominico apunta que llegaron a un asentamiento en cuya plaza encontraron dos leones y hablaron con un indígena que les aseguró ser tributario de las Amazonas (De Carvajal, 1944, p. 36 y 37). Los días 24 y 25, según el cronista de la expedición, efectivamente divisaron un poblado habitado solo por mujeres que los atacaron, pero pudieron repelerlas con ballestas y disparos de arcabuces con pocas consecuencias, aunque De Carvajal (1944, p. 37) resultó herido en un ojo.
Siempre han existido dudas sobre la veracidad del diario escrito por el religioso (Gheerbrant, 1990, p. 26 y 27). Así, durante la Ilustración, se dieron explicaciones a esos detalles extraños, en especial de aquel que cambió el nombre del Río por el de Amazonas (Gheerbrant, 1990, p. 56 y siguientes), una posible explicación afirma que los españoles coincidieron en un momento en que los hombres habían salido fuera del poblado por alguna razón (Gheerbrant, 1990, p. 56 y siguientes).
Al pasar por la desembocadura del río Xingó, la selva fue dejando paso a la sabana, pero los ataques de los nativos continuaron. Pero los españoles ya notaban la marea penetrando en el Río, por lo que la desembocadura debía estar cerca. Finalmente, los hombres de Orellana llegaron al estuario a mediados de julio de 1542. Pese a todo, los expedicionarios aún tuvieron que repelar nuevos ataques, en esta ocasión de los caribes y reparar una de las embarcaciones, (Gheerbrant, 1990, p. 19 y 20) por lo que no fue hasta el 26 de agosto de 1542 cuando la expedición divisó el océano Atlántico.

### Exploración de América del Norte
Juan Ponce de León dio nombre a La Florida en 1513, cuando la tomó en nombre de la corona de España. Hasta 1563 los españoles enviaron varias expediciones para explorarla, pero sin llegar a levantar ninguna fortificación estable. Sin embargo, la presencia en 1564 de un nutrido contingente de hugonotes franceses, que alzaron un fuerte en la desembocadura del río San Juan, supuso una seria amenaza que llevó a España a la decisión de establecer una presencia militar permanente en el área. El 28 de agosto de 1565, Pedro Menéndez de Avilés funda la ciudad de San Agustín. Es el asentamiento europeo más antiguo ocupado hoy en EE. UU. Solo San Juan (Puerto Rico) la supera como ciudad más antigua de "los Estados Unidos".

#### La conquista de México

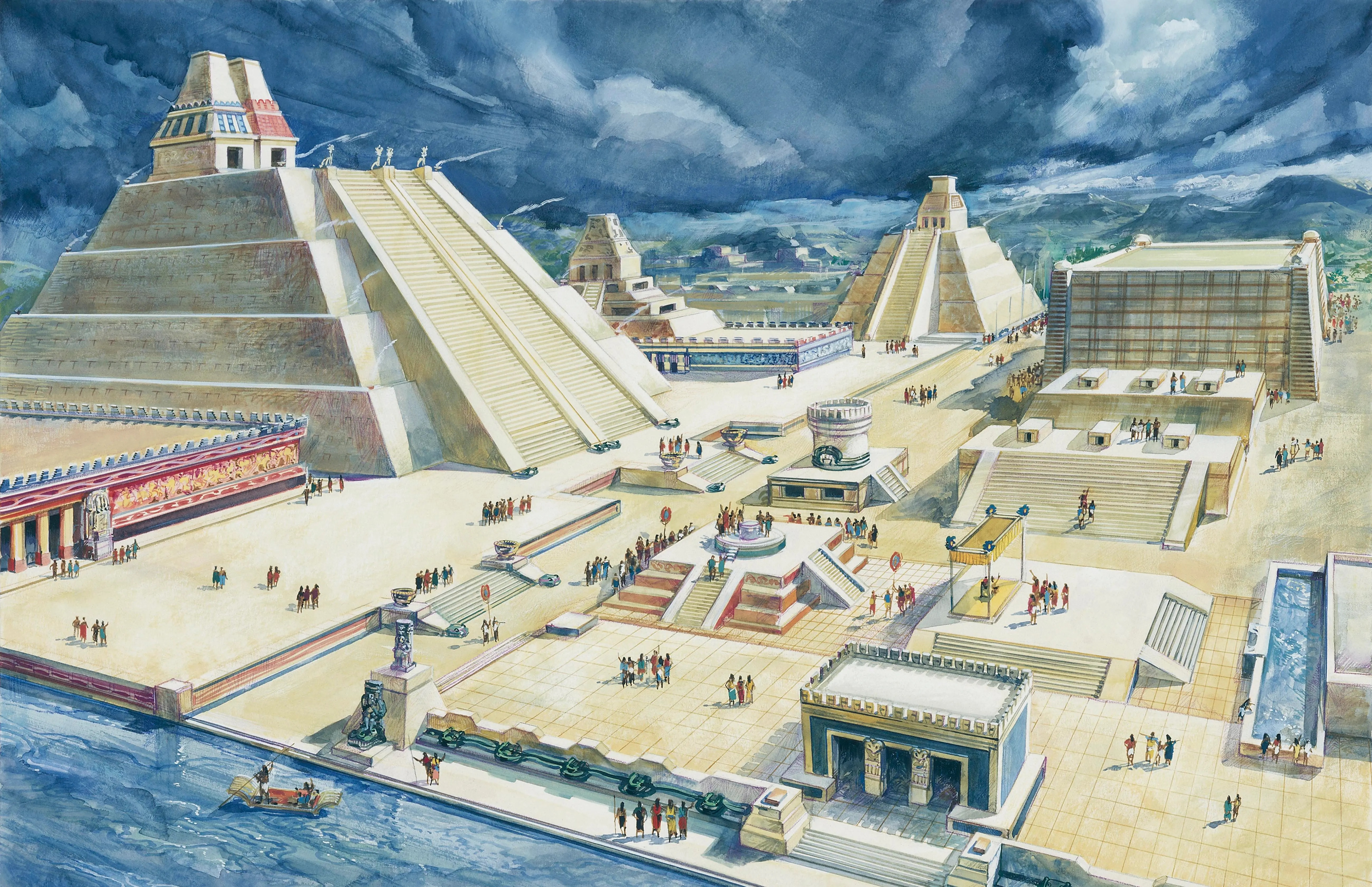
Representación de Mexico-Tenochtitlan, la capital azteca.

Los españoles continuaron explorando el Nuevo Mundo, y en 1517, Francisco Hernández de Córdoba llegó a la costa de Yucatán. Después de dos enfrentamientos con los mayas, Hernández de Córdoba fue herido y pereció a su regreso a Cuba.
En 1518 Juan de Grijalva llegó a Campeche y Tabasco. En este último lugar se entrevistó con el cacique o gobernador maya Tabscoob y escuchó acerca de una ciudad poderosa, capital del imperio más grande de Mesoamérica, la Gran Tenochtitlan, culminando su viaje en Veracruz. En 1519, bajo la designación de Diego Velázquez de Cuéllar, gobernador de Cuba (llamada entonces Fernandina, en honor al rey de Aragón), Hernán Cortés zarpó y llegó a territorios recién descubiertos en febrero. En marzo arribó a Tabasco en donde derrotó a los indígenas en la batalla de Centla, fundando la villa de Santa María de la Victoria que sería la primera población española en la Nueva España. Es aquí donde le es obsequiada Malintzin, que sería su gran traductora y pieza clave en la conquista. Continuó su viaje y fundó La Villa Rica de la Veracruz en territorio azteca, primera villa europea institucionalizada en el Nuevo Mundo. El 8 de noviembre de 1519, Cortés llegó a México-Tenochtitlan.

#### Expedición de Coronado

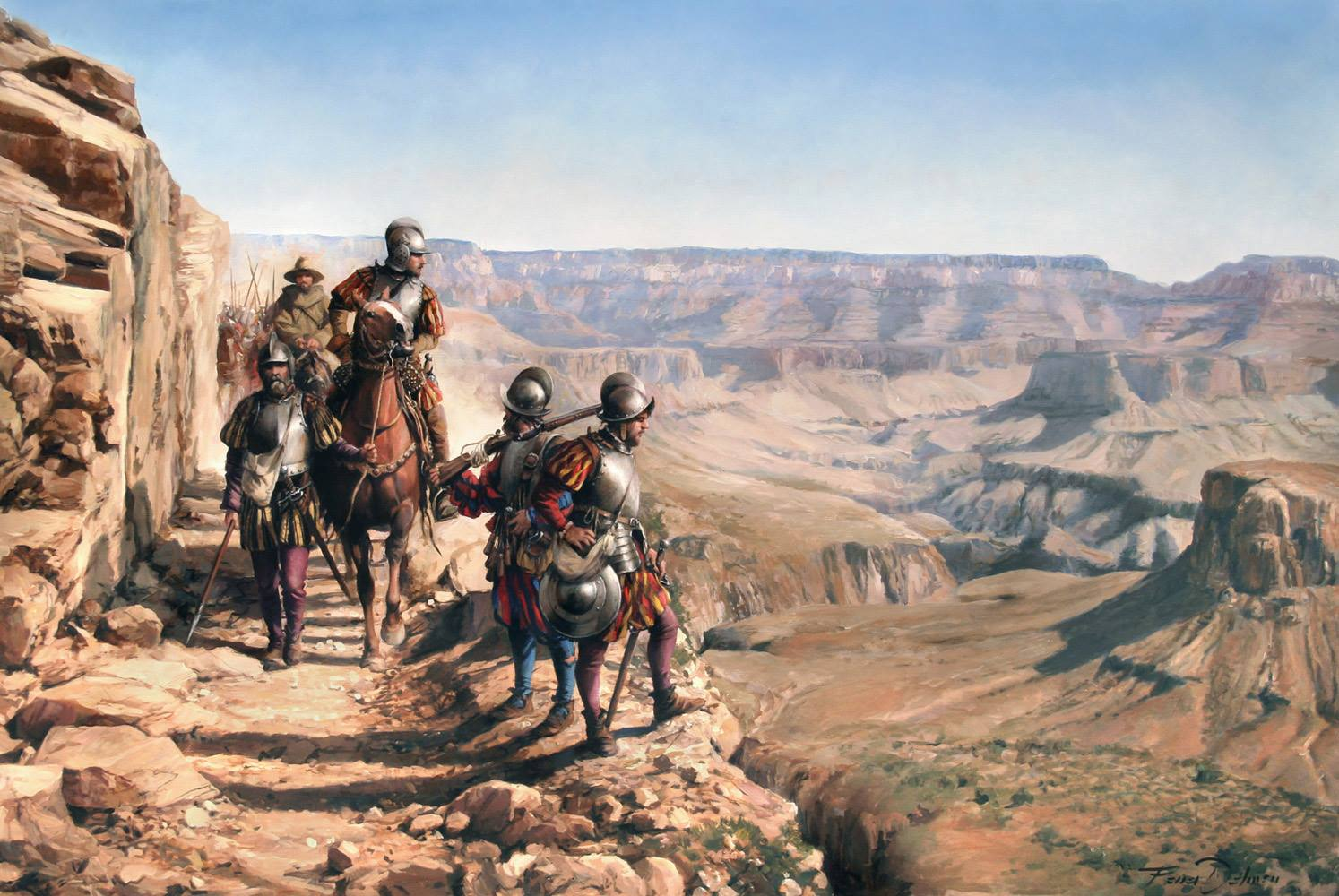
La conquista del Colorado, óleo de Augusto Ferrer-Dalmau que retrata la expedición de Francisco Vázquez de Coronado.

En el año 1540 la región sur de los actuales Estados Unidos fue explorada por la expedición de Francisco Vázquez de Coronado llegando a visitar el Gran Cañón. El primer europeo que contempló el Gran Cañón del Colorado fue García López de Cárdenas, que al mando de un puñado de hombres partió desde la población indígena que los españoles llamaron Quivira, pueblo habitado por los indios Zuñi y supuestamente una de las siete ciudades de oro del reino de Cíbola, pueblo del cual actualmente se ignora su ubicación ya que los historiadores difieren sobre ello; algunos ubican Quivira en Nuevo México, en tanto otros piensan que estaba en Kansas. No se debe confundirla con una población ubicada en Nuevo México que expedicionarios españoles llamaron, alrededor del año 1600, Pueblo de las Humanas y posteriormente fue conocida como Gran Quivira.
En Quivira se encontraba parte de la expedición comandada por Vázquez de Coronado con treinta hombres, y se comisionó a García López de Cárdenas junto con un puñado de hombres para encontrar un río del cual los indios Hopi les habían hablado, para lo cual se le concedieron 80 días para que fuera y regresara.
Después de 20 días de viaje exploratorio encontraron el Gran Cañón del Colorado; sin embargo, no pudieron bajar hasta el río para abastecerse de agua, y después de varios intentos para descender empezaron a tener problemas de agua para beber, por lo cual decidieron regresar.
Días después sería Fernando de Alarcón (quien participaba en el viaje de exploración pero por vía marítima) el primer europeo en tocar y navegar las aguas del río Colorado, pero a cientos de kilómetros del Gran Cañón. Quien descubrió el río Colorado fue Francisco de Ulloa el 28 de septiembre de 1539, tomando posesión de la desembocadura del río (la nombró Ancón de San Andrés), en beneficio de la Corona Española, sin navegar aguas arriba como lo hizo Fernando de Alarcón.

## Competencia de las naciones noreuropeas
Los países no ibéricos no reconocieron el Tratado de Tordesillas. Los Países Bajos, contaban con una tradición marinera (tras su independencia de los Austria), Francia, e Inglaterra y –pese a las prevenciones ibéricas– las nuevas técnicas y los nuevos mapas acabaron llegando al norte.
La primera de estas expediciones fue la de Juan Caboto, un navegante italiano, que había navegado con los castellanos, financiado esta vez por Inglaterra llegó al golfo de Maine en mayo de 1497 (Cuthbertson, 1997, p. 39). Sería la primera de una serie de misiones francesas y británicas que exploraron América del Norte. En gran parte, España había ignorado la parte norte del continente americano ya que se había concentrado en ir expandiendo los conocimientos de continente de forma concéntrica. Los viajes de Caboto, Jacques Cartier y otros pretendían encontrar el Paso del Noroeste y, mediante él, tener acceso a las riquezas de Asia, no tuvieron éxito: jamás se descubrió dicho paso, pero las exploraciones revelaron otras posibilidades y a principios del siglo XVII empezaron a asentarse los primeros colonos del centro y el norte de Europa en la costa oriental de Norteamérica.
Los países del norte no fueron rivales de los portugueses en África y en el océano Índico hasta el siglo XVII cuando los piratas franceses y después ingleses y neerlandeses crearon una cierta flota capaz de medirse con los lusitanos (zu Mondfeld, 1978, p. 169 y siguientes) y empezaron a competir con el monopolio portugués y español, atacando barcos, fundando fuertes y creando colonias propias. Poco a poco aumentó el comercio de los países nórdicos sin que por eso disminuyese el comercio oceánico de portugueses y españoles.
Las demás naciones europeas no adquirirían su fuerza naval y terrestre hasta la llamada Era de los redescubrimientos. Así rodear los dominios portugueses más valiosos (como con Hong Kong, frente a la colonia portuguesa de Macao). También les tomaron la delantera en la exploración de las últimas regiones desconocidas del Océano Pacífico y de la costa este de América del Norte, que eran parte de la «zona española» del reparto del Tordesillas. Exploradores neerlandeses como Willem Jansz y Abel Tasman exploraron las costas de Australia, mientras que en el siglo XVIII fue el marino británico James Cook quien cartografió gran parte de la Polinesia. También cabe destacar que en ese mismo siglo fue cuando el danés Vitus Bering exploró el estrecho que lleva su nombre.

### Exploraciones británicas

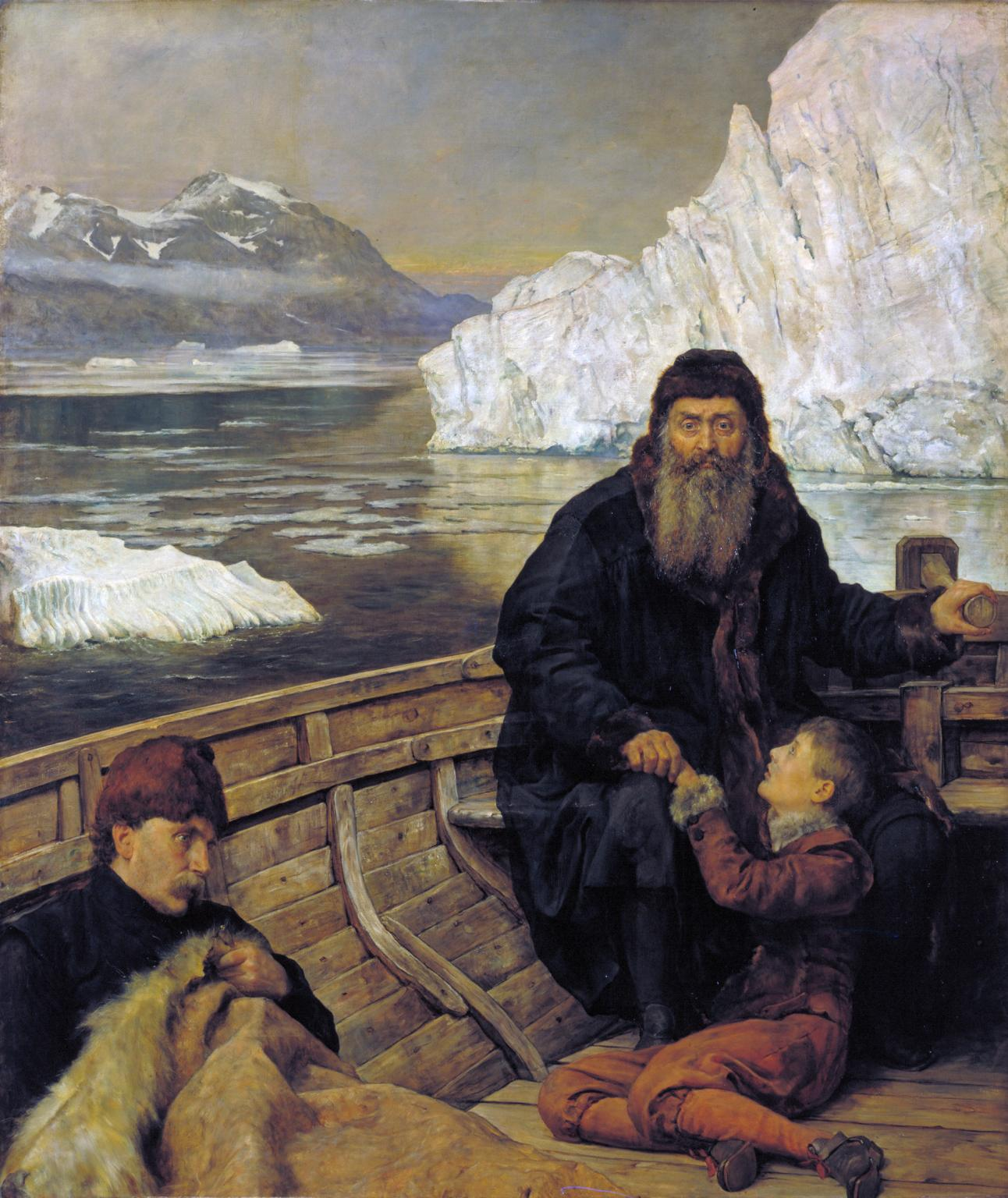
Henry Hudson por John Collier, 1881. Las exploraciones inglesas fueron escasa y generalmente trágicas.

En palabras de Michael Alpert Inglaterra «había jugado un papel secundario» en las exploraciones y descubrimientos. Según el mismo autor, Inglaterra tenía un gran problema con el creciente poder español en el continente y con la pacificación de su primera colonia, Irlanda también católica y por tanto primitiva para los ingleses (Alpert, 2007, p. 50-52). Estos dos focos de atención acapararon la mayor parte de los recursos disponibles por la Corona, quien realizó muy pocas misiones por el Atlántico hasta lograr algunas décadas de paz en el siglo XVII, por lo tanto, cuando la Era de los descubrimientos tocaba a su fin.
Uno de los pocos exploradores ingleses de aquella época fue Martin Frobisher quien realizó una ruta por el Ártico en busca de un paso para fondear en Asia. De aquella misión traería dos indígenas que fueron retratados después por John White (Alpert, 2007, p. 50). Pese a ello, los anglosajones británica enfatizan que dichos indígenas lo hicieron de forma voluntaria, muy al contrario que Jacques Cartier. (Cartier, Biggar y Cook, 1993, p. 35).
En 1584 expidió una patente de colonización y exploración a Walter Raleigh y poco después este tomó posesión de un territorio en América del Norte al que llamó Virginia, en honor de la reina Isabel I que por permanecer soltera era una reina virgen. Al año siguiente 108 ingleses desembarcaron en Roanoke para fundar una colonia, pero la dureza de la vida obligó a regresar a los supervivientes. Dos años después, en 1587, John White volvió a intentarlo con 117 colonos en la Colonia de Roanoke y alumbró el primer nacimiento de una colona: Virginia Dare, su nieta. John regresó a Inglaterra para recaudar fondos y cuando logró volver en 1590 toda la colonia había desaparecido, incluida su hija y nieta (Alpert, 2007, p. 51).
Un final similar cosechó Henry Hudson (1565-1611), que exploró un río y una bahía que actualmente llevan su nombre. Así mismo en 1611 planificó una ruta para profundizar en los descubrimientos de Frobisher por el cabo Norte, el mar Blanco y el océano Ártico (Butts, 2009, p. 62). Su muerte, cuando él quizá contaba 37 años, trucó una posible carrera como explorador y su viaje final ha quedado como una gesta casi mítica en obras como la del pintor John Collier o el escritor Edward Butts (2009, p. 11-12).

### Exploraciones francesas
Quizá el más grande explorador francés fue Jacques Cartier. Este oriundo de Saint-Malo había tenido noticias de los descubrimientos españoles y de las riquezas que comenzaban a descubrirse. Francisco I de Francia no reconocía el Tratado de Tordesillas y encargó a Cartier tomar posesión de las nuevas tierras que pudiese descubrir. Cartier era un veterano marino que había estado ya en Carolina del Norte, bajo el mando del italiano Giovanni da Verrazzano (Cartier, Biggar y Cook, 1993, p. IX).

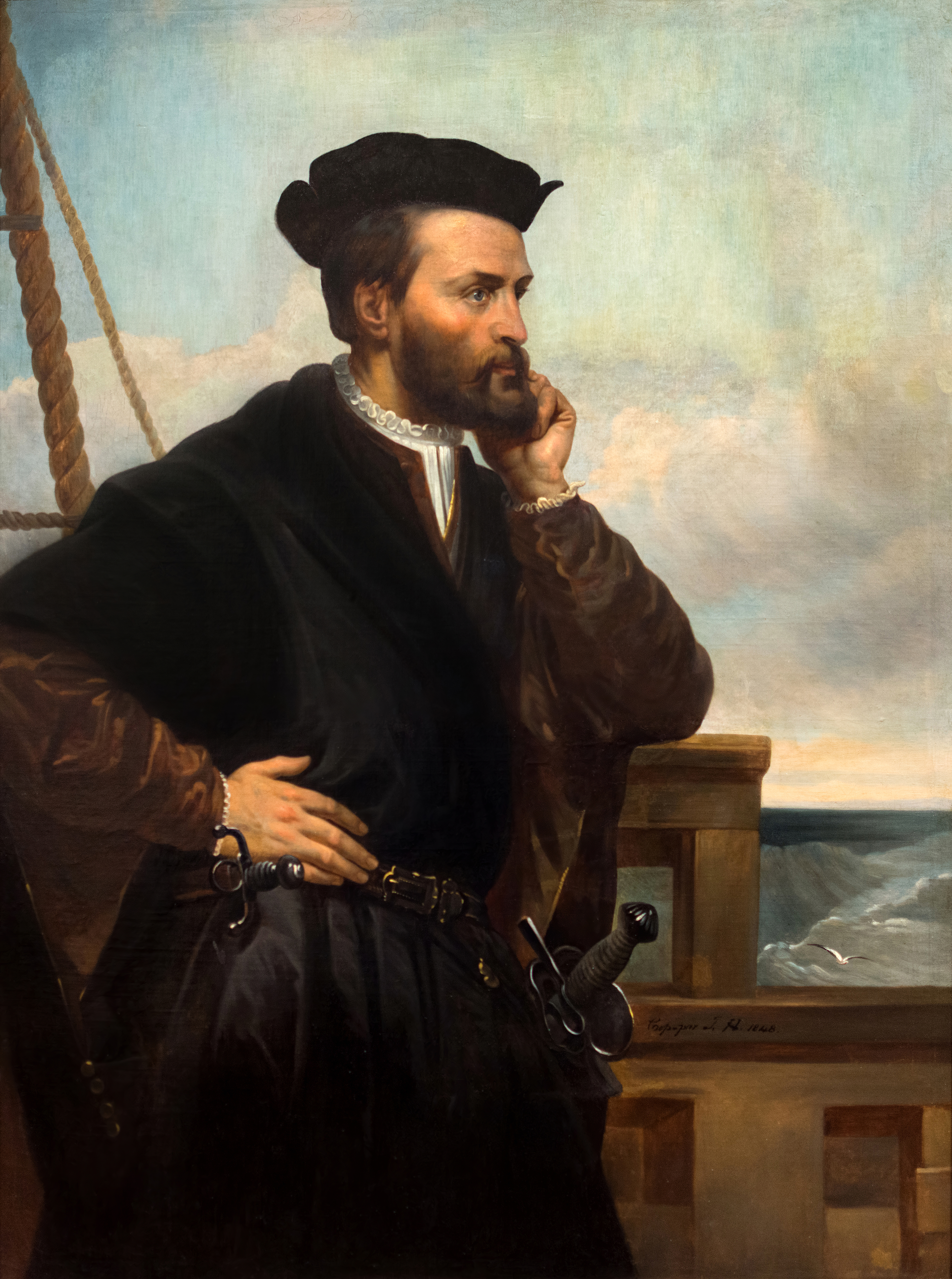
Jacques Cartier, descubridor de río San Lorenzo, por Théophile Hamel hacia 1844

El 20 de abril de 1534 Cartier partió de Saint Malo con dos naves y 65 hombres para realizar una primera exploración de las tierras en América del Norte en nombre del rey de Francia Francisco I (Cartier, Biggar y Cook, 1993, p. 35). En veinte días cruzó el océano avistando las costas del actual Labrador y Terranova. Al contrario de lo que había encontrado Francisco de Orellana en el Amazonas, los indios Micmac y los iroqueses no se mostraron hostiles a los europeos y pudieron intercambiar pieles por joyas y otros objetos, como podemos leer en la propia obra del navegante francés (Cartier, Biggar y Cook, 1993). Ante lo afable de los indígenas Cartier desembarca en la península de Gaspesia, frente a la desembocadura del futuro río San Lorenzo, y la reclama para Francia.
En esa primera incursión se produjo un hecho no exento de controversia. Durante una visita al jefe iroquese Donnacona, acuerda que dos de sus hijos viajaran con los recién llegados a Francia para conocer las costumbres francesas, ver las maravillas que ofrecía el mundo y servir en un futuro de intérpretes (Cartier, Biggar y Cook, 1993, p. XXXVIII). Esta es una de las versiones, la otra sostiene que Cartier secuestró a los muchachos llevándolos en su barco contra su voluntad (Washburn y Sturtevant, 1989, p. 20). Sea como fuere, la expedición prosigue su exploración hacia el norte, hasta la isla de Anticosti, pero los fuertes vientos hacían peligrosa la navegación por lo que Cartier decidió regresar a Francia, arribando a Saint Malo el 5 de septiembre de 1534. El viaje había durado unas 15 semanas.
El soberano francés vio posible aumentar sus dominios en unas tierras que quizá pudiesen aportar grandes beneficios a la corona gala, posteriormente se comprobaría lo equivocado de esta esperanza, pero en aquel momento Francisco I ordenó prepara una escuadra compuesta por el Gran-de-Hermine, el Petitte-Hermine y el Emerillon (Appell y Ballester, 1968, p. 24). El 15 de mayo de 1535 Cartier volvió a zarpar con la nueva escuadra rumbo a la que llamaría Nueva Francia, más tarde la provincia canadiense de Quebec. En este segundo viaje su objetivo era penetrar en el nuevo continente por el río recién descubierto.
Tanto la nueva singladura por el Atlántico, como la navegación por el San Lorenzo fueron duras y azarosas. Dentro del Río encontraron una isla con frutos parecidos a las uvas y la denominaron «isla de Baco». En dicho accidente geográfico Cartier decidió dejar las dos primeras naves, las más dañadas, y buena parte de la tripulación, para proseguir a continuación la exploración en el Emerillon con algunos hombres. El cauce de agua seguía siendo muy ancho, pero al dejar atrás una gran isla, la actual isla Orleans, los franceses contemplaron su progresivo estrechamiento y en una de sus orillas avistaron un poblado indio. En él mantuvieron el primer contacto con la tribu de los Stadacone, donde después se levantaría la ciudad de Quebec. Dicha tribu los informó de la presencia de un gran asentamiento indígena más adelante, sin embargo los nativos trataron de disuadir a Cartier de continuar adentrándose más. Pese a las advertencias y al temor de sus hombres, el francés decidió seguir adelante (Appell y Ballester, 1968, p. 24 y 25).

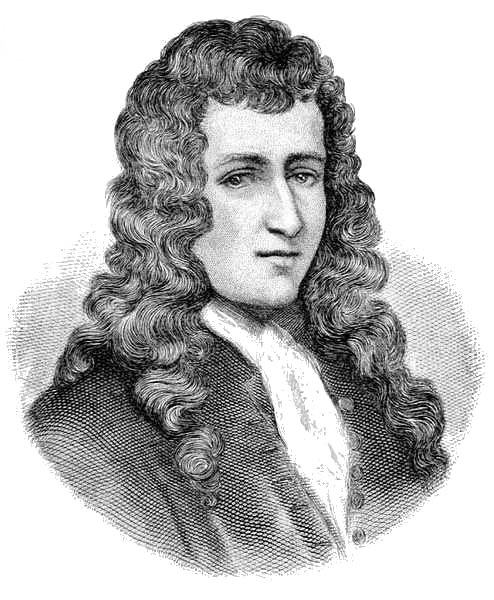
Cavelier de La Salle.

La mañana del 2 de octubre de 1535 los hombres de Cartier doblaron otro meandro para contemplar un montículo y un gran poblado llamado Hochelegua. Los indios los recibieron amigablemente dentro de la que después sería la ciudad de Montreal (Appell y Ballester, 1968, p. 26). Así terminaría la primera parte de la exploración francesa del Canadá para comenzar su colonización.
Un célebre explorador francés fue René Robert Cavelier de La Salle (1643-1687) el cual realizó incursiones en América del Norte, donde recorrió la región de los Grandes Lagos, después el río Misisipi, explorando los territorios situados entre la región de Quebec y la desembocadura del río Misisipi.
La primera circunnavegación francesa la llevó a cabo Louis Antoine de Bougainville (1729-1811), quien además exploró las islas Malvinas, Tahití, Samoa, las islas Salomón y las Nuevas Hébridas.
Otro importante marino francés fue Jean-François de La Pérouse (1741-1788). Jean-François intentó continuar los trabajos de Bougainville y Cook en el océano Pacífico. Exploró las Filipinas y Macao, y llegó al estrecho que lleva su nombre. Las últimas noticias suyas que llegaron a buen puerto procedieron de Nueva Holanda en 1788, y a partir de ahí desapareció sin dejar rastro. En 1826, se hallaron los restos de su expedición en Vanikovo, al norte de las Nuevas Hébridas.

### Exploraciones neerlandesas

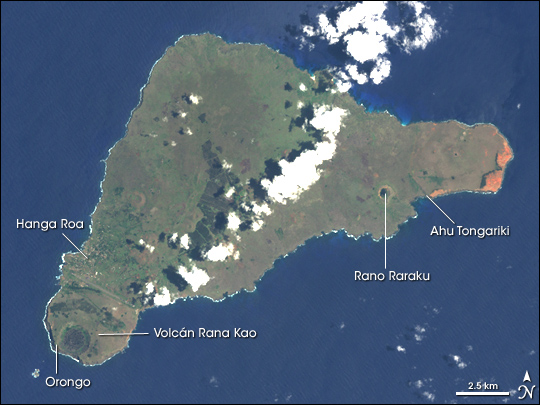
Imagen de la Isla de Pascua.

El primer neerlandés que consiguió circunnavegar el mundo fue el pirata Oliverio van Noort (1558-1627). En 1596, Willem Barents (1550-1597) llegó al archipiélago de Svalbard y dio nombre al mar de Barents. En 1616, los marinos Willem Schouten y Jacob Le Maire llegaron al cabo de Hornos durante un viaje de exploración que realizaban a lo largo del Pacífico.
Abel Janszoon Tasman (1603-1659) fue un navegante que exploró a Tasmania, Nueva Zelanda y los archipiélagos de Tonga y Fiyi. Otro famoso explorador neerlandés, Jacob Roggeveen (1659-1729), arribó a la isla de Pascua y algunas islas del archipiélago de Samoa.

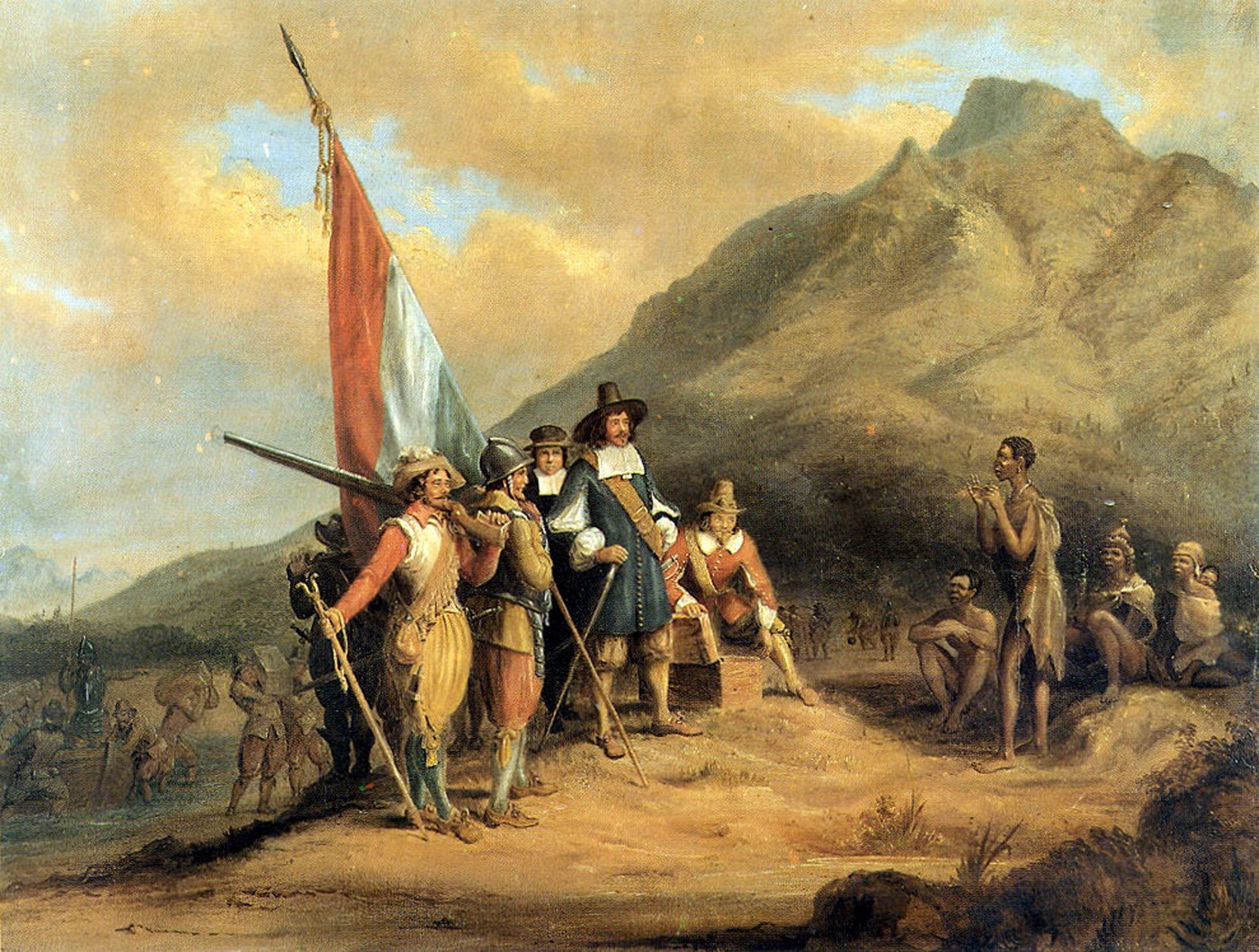
Jan van Riebeeck desembarca en el sur de África en 1652.

La colonización del sur de África por los Países Bajos siguió unos fines parecidos a los portugués, al necesitar bases de avituallamiento para sus singladuras hacia la India. Sin embargo, en este caso la colonización la llevó a cabo una empresa privada, la Compañía Neerlandesa de las Indias Orientales (Vereenigde Oost-Indische Compagnie o VOC). Esta empresa transportó a los primeros pobladores y organizó los primeros asentamientos.
En 1652 un pequeño grupo de colonos dirigidos por Jan van Riebeeck desembarca en el Cabo de Buena Esperanza. La misión de los europeos era fundar un asentamiento para plantar hortalizas y elaborar vino, todos ellos productos de gran efectividad contra el escorbuto sufrido por las tripulaciones de la VOC camino de Asia. Dicha colonia se llamaría primero Colonia de El Cabo y después Ciudad del Cabo (Ross, 2006, p. 22).
El clima mediterráneo que imperaba e impera en esa parte del continente era mucho más saludable comparado con el de otras zonas de África, por tanto las enfermedades causaban muchos menos estragos entre los colonos. Al mismo tiempo, el territorio permitía el cultivo de diversas hortalizas, de la vid o la crianza de ganado bovino y ovino, además existían manadas de antílopes y otros grandes mamíferos para cazar. Por todo, la población descendiente de europeos, los afrikaners, se duplicaba con cada nueva generación (Ross, 2006, p. 27) y la población fue adentrándose en el interior paulatinamente. Ese siglo y medio de dominio neerlandés sería suficiente para imprimir un sello que perduraría en la futura Sudáfrica: el estar habitada por blancos africanos descendientes de otros blancos africanos, lo que no serían los rhodesianos o los argelinos franco parlantes. Fue solo siglo y medio porque las Guerras Napoleónicas en Europa y el apoyo de los Países Bajos a Napoleón llevó a la pérdida de la Colonia frente a los británicos.

### La exploración rusa

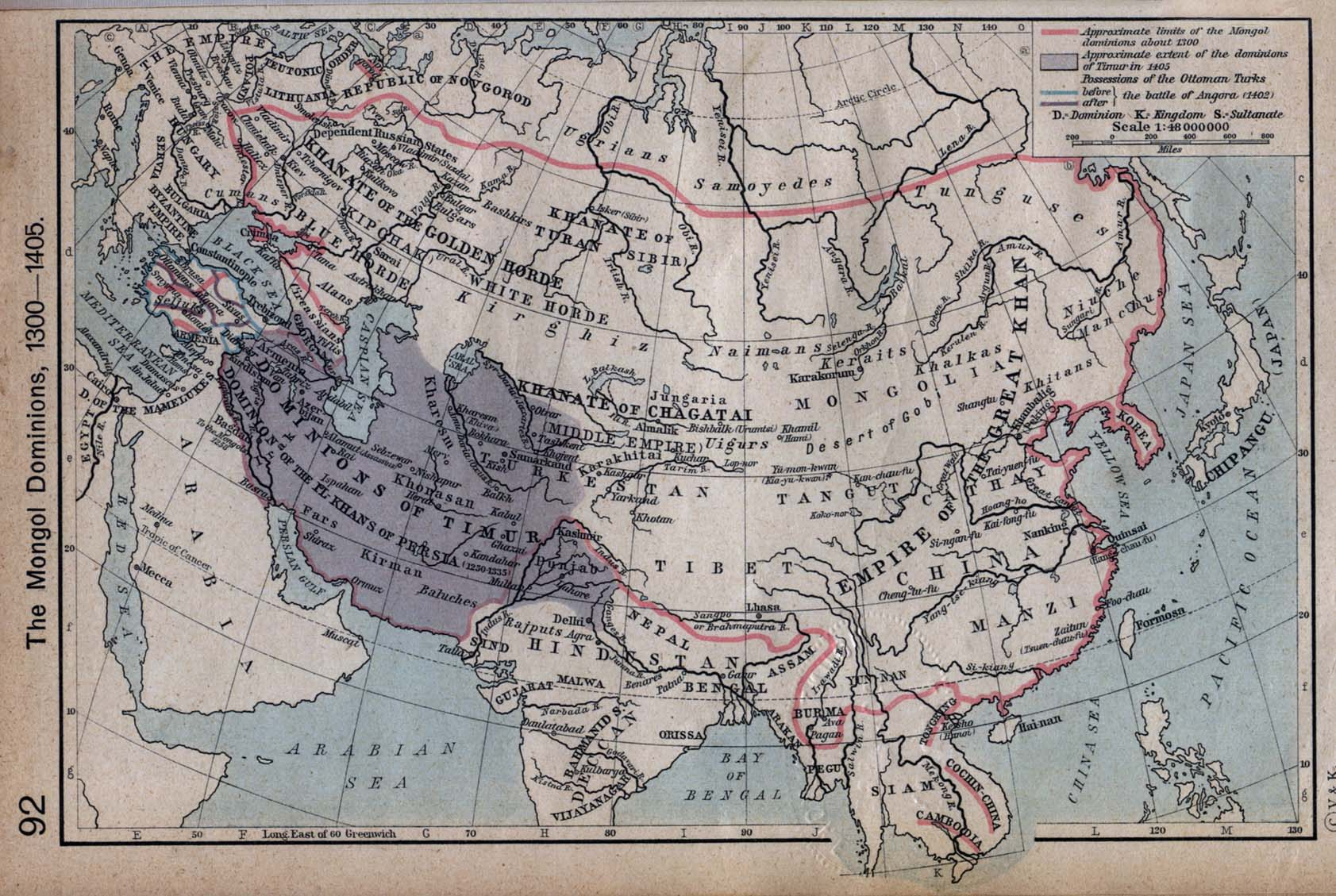
El Imperio mongol en el, en un mapa de 1923. Los mongoles y sus sucesores geográficos, los tártaros, contuvieron al exploración rusa durante décadas.

Las exploraciones realizadas por los rusos realmente se restringen a Siberia, o más concretamente a la parte más oriental de Siberia, y Alaska. Bien es verdad que la palabra Siberia da nombre a una vasta región de la Tierra que va desde el frío ártico hasta el calor tropical, siguiendo la frase de Emil Lengyel (1943, p. 12).
La existencia de una inmensa masa continental más allá de los montes Urales hasta el Pacífico ya era conocida muchos siglos antes de la Era de los descubrimientos. Los mongoles y los tártaros provenían de partes de Siberia o sus estribaciones. Así mismo, los japoneses y los chinos habían explorado la costa de la región más oriental y de la península de Kamchatka, situada a pocas millas náutica de las islas Kuriles. Por tanto, el tamaño y ubicación de la totalidad del territorio era conocida desde la Edad Media o incluso antes. Para los occidentales Siberia tampoco constituía ningún secreto porque Marco Polo había traído noticias de tierras al norte de las regiones que había recorrido. Pero debido a su gran tamaño gran parte de su interior permanecía desconocido.
Fue la derrota de los tártaros a manos de Iván III el Grande y el progresivo nacimiento de un estado ducal hacia 1478 lo que permitiría a los rusos despojarse de su condición de vasallos y posteriormente colonizar y explorar Siberia. Los sucesores de Iván III continuaron sus políticas logrando cierta estabilidad para el reino (Anderson, 2007, p. 336 y siguientes) posibilitando su expansión. Sin embargo, los dirigentes rusos miraron hacia el Báltico y no a Crimea y Siberia, cosechando varias derrotas contra los ejércitos polaco y sueco (Anderson, 2007, p. 339). No fue hasta bien entrado el siglo XVI cuando se realizaron misiones importantes al interior siberiano. Estas les fueron confiados sobre todo a los cosacos (Lengyel, 1943, p. 46). Así tras muchas vicisitudes lo que quedaba del ejército mandado por Yerman Timofeievetch entró en Siberia en 1580 y negoció con el khan mongol la cesión de algunos territorios. Finalmente los ex convictos y exdelincuentes de Yerman lucharon contra el khan derrotándolo y consiguiendo para el Zar cierta sumisión de las distintas tribus y clanes que poblaban Siberia.
Los sucesivos gobernantes de Moscú siguieron aumentando su presencia con legisladores, funcionarios, cobradores de impuestos y convictos (Lengyel, 1943, p. 50). Además las vastas extensiones siberianas ofrecían a los súbditos de los zares cierta libertad y ausencia de señores a los que obedecer. La inmensa región no mostraba signos de poseer oro, plata o piedras preciosas, pero era muy rica en pieles y ya en 1586 un tercio de los ingresos de Rusia provenían de las pieles siberianas (Lengyel, 1943, p. 56). Como se ha indicado, el avance ruso fue más bien una empresa colonizadora y no descubridora. Sería necesario esperar a Semjon Ivanov Deshnev para conseguir información de primera mano sobre territorios realmente desconocidos por los europeos. Este cosaco partió hacia el este con un grupo de convictos y ex convictos pare llegar al río Yenisei y descubrir una conexión con una de las corrientes fluviales más importantes de la Tierra: el río Lena. La expedición lo recorrió casi en su totalidad hasta el delta. Finalmente Deshnev y sus cosacos dejaron la dirección norte, que los hubiera llevado al océano Ártico, para seguir hacia el este hasta por fin atisbaron el Pacífico en 1636.
La colonización y después exploración de la Siberia no conocida había llevado unos cincuenta años, por tanto se hizo más rápido que la de los Estados Unidos para una región con el doble de terreno aproximadamente. Esta celeridad se debe, para Lengyel (1943, p. 57), a dos razones: por una parte la demanda de pieles y por otra al carácter violento de los cosacos para quienes la paciencia no constituía su principal virtud.
Posteriormente, fuera ya de la Era de los descubrimientos, los rusos siguieron avanzando hacia el este. Más de un siglo después de la expedición del ruso Semión Dezhniov, el danés Vitus Bering lideró a un grupo de rusos al servicio del Zar por el canal que después llevaría su nombre y tomaron posesión de Alaska en 1741 (Fuster, 1998, p. 78).

## Efecto sobre Europa

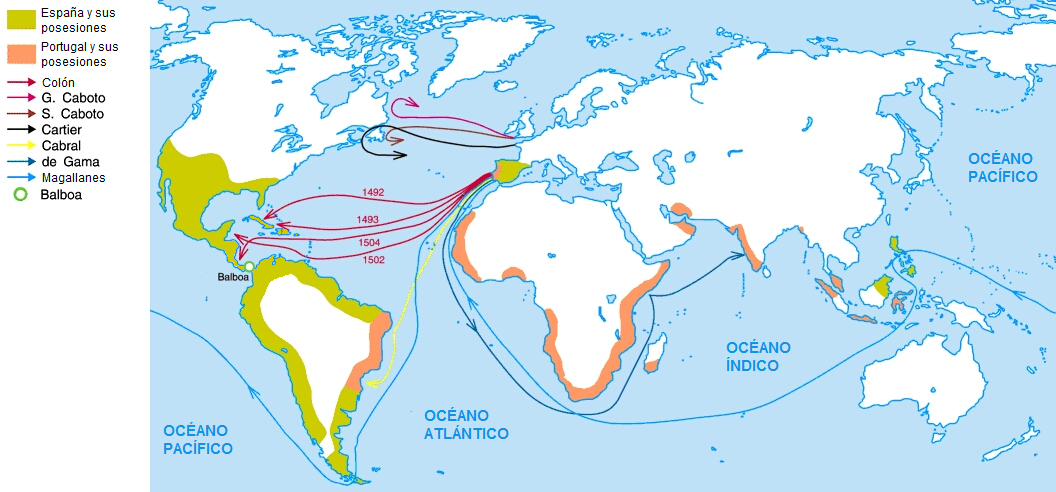
Mapa de las principales exploraciones de la Era de los Descubrimientos

Los efectos de la Era de los Descubrimientos fueron variados:
Por una parte se puede mencionar el movimiento del eje comercial del mundo del este europeo al oeste. Durante la Edad Antigua fue la economía del Mediterráneo la más vibrante del Planeta, para convertirse las regiones de Asia menor y después los mares del norte en el otro centro económico en la Edad Media, destacando la Liga Hanseática, y sobre todo los reinos del Mediterráneo oriental que asimilaron a los cruzados. Así regiones como la península itálica y Grecia habían sido las más ricas y poderosas, para pasarle después el testigo a los dominios árabes, y en 1441 con el descubrimiento de la ruta naval a Río de Oro con Enrique el Navegante, el nuevo centro económico pasó al Atlántico dominado por Portugal y España. A partir del siglo XIX la economía del Atlántico pasó a estar dominada por los estados de Europa septentrional como Francia, Inglaterra y los Países Bajos, algunos de los cuales siguen siendo los más prósperos y potentes del continente.
Otra consecuencia fue la llegada de nuevos productos culinarios. Con el descubrimiento y la conquista de América los españoles y portugueses llevaron a Europa frutas y hortalizas de una especial relevancia para la dieta europea como las distintas especies de pimientos, la vainilla, el maíz, el tomate y una de gran importancia para evitar las hambres catastróficas: la patata. Pese a que la implantación en Europa no fue inmediata la llegada de la patata permitió conseguir una segunda cosecha no sincrónica con la de los cereales.
Como también se ha visto, la educación y sus métodos se vieron muy afectados al ponerse en duda primero y desmostarse falsos después muchos dogmas existentes. Así en las universidades españolas y portuguesas inicialmente y en las europeas más adelante los métodos escolásticos fueron perdiendo fuerza para ganarla los empíricos, contribuyendo así a la llegada de la Ilustración.
De la misma forma, las técnicas navales recibieron un gran empuje con la invención de naves más pequeñas y maniobrables que pudieran competir con los grandes y poderosos galeones españoles (zu Mondfeld, 1978, p. 169). De la misma forma se investigaron métodos más exactos para marcar el rumbo con ruedas dentadas y posteriormente determinar el tiempo con la invención del reloj, que daba la posición del barco junto con las indicaciones del sextante.
La etapa de las exploraciones fue seguida por una revolución comercial en la que el comercio transoceánico se generalizó. Las ciudades estado italianas perdieron su monopolio del comercio con Oriente, mientras que en los países del norte los señores feudales fueron perdiendo su condición de clase más poderosa de la sociedad, siendo reemplazados por los comerciantes y mercaderes, como ya había ocurrido en la Europa del sur varios siglos antes. Con el tiempo, en Gran Bretaña, Francia y otros países, la burguesía llegaría a hacerse con el dominio total de la política y el gobierno.

## El final de las exploraciones

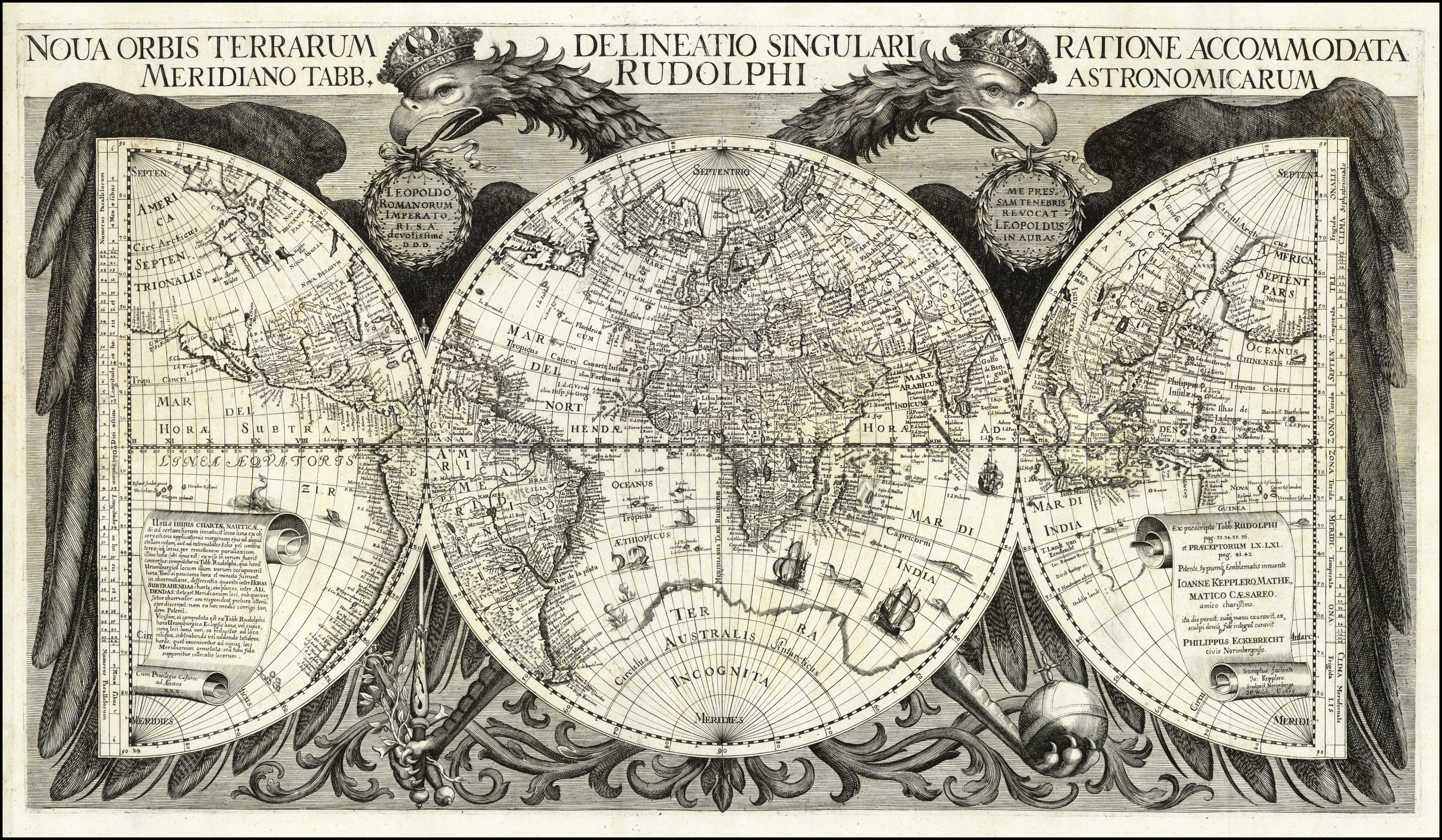
El Mundo según un mapa de 1627.

Se dice que la época de las exploraciones acabó a comienzos del siglo XVII, pese a que la mayor parte de África permanecía inexplorada para los europeos, lo mismo que Australia y el archipiélago neozelandés. Esas tierras, lo mismo que la Antártida serían descubiertas en la llamada Era de los Redescubrimientos y ofrecerían la posibilidad a los anglosajones de contar con un Cristóbal Colón inglés en la persona de James Cook.
Cuando la Era de los descubrimientos llegó a su fin los navíos europeos estaban lo suficientemente bien construidos y existía una marinería lo suficientemente capaz de navegar hacia cualquier lugar del Planeta. Naturalmente, las exploraciones siguieron: a los ya citados continentes oceánico y antártico debe sumarse el desconocimiento de las Fuentes del Nilo, las cataratas Victoria o los cauces del río Congo y Orinoco. De la misma forma ningún ser humano había visto aún el polo Norte ni el polo Sur, no se conocía el tamaño ni la forma del norte siberiano ni se había visitado el polo norte magnético.
Por otra parte, solo los continentes europeos y asiático habían sido explorados más o menos en su totalidad. La penetración europea o descendiente de europeos hacia el centro del subcontinente Norteamérica no culminaría definitivamente hasta después de la Guerra de Secesión. Algo similar a la exploración y conquista del sur de Chile y Argentina, que sería realizado por Santiago y Buenos Aires entre mediados y finales del siglo XIX. Aún con todo el interior africano resultó el más lento de todos pese a estar colonizada casi toda su costa. La penetración europea en el desierto del Sahara y las selvas centroafricanas no terminaría realmente hasta los siglos XIX y XX, cuando Portugal organizó de 1885 a 1890 varias expediciones para controlar el interior de Angola (Andresen, 2001, p. 4), Cecil Rhodes penetró en las dos colonias que llevarían su nombre y los alemanes ocuparan las partes de África no conquistadas todavía (Olusaga y Erichsen, 2010, p. 3). No fue hasta el siglo XX cuando todo el territorio terrestre puede darse por colonizado.
Aún con todo las exploraciones siguieron y aún continúan. Los fondos oceánicos no fueron visitados hasta bien entrado el siglo XX y aún hoy la exploración del interior terrestre por cuevas y grutas aún se realiza por medio de actividades espeleólogas terrestres y subacuáticas.

## Controversias y críticas al término
El concepto en sí y el término «descubrimiento» ha sido criticado desde numerosos sectores acusado de no ser único ni exacto. Por ejemplo, el historiador mexicano Edmundo O'Gorman en su libro La invención de América plantea que los europeos no descubrieron América en 1492, sino que la inventaron en los años subsiguientes.
Para David Arnold (2002, p. 1-2) se debería hablar de muchas edades de los descubrimientos dependiendo de la cultura que se trate. Así descubrimientos ocurridos gracias a la navegación pueden datarse desde el 800 d. C y no solo por europeos. Antes de estos los siberianos descubrieron América y la poblaron hacia el 35 000 a. C y antes incluso los asiáticos descubrieron Australia hacia el 50 000 a. C, posteriormente los chinos, los árabes, los polinesios o los vikingos realizaron grandes viajes exploratorios, el problema de todos estos descubrimientos, prosigue Arnold (2002), es que no quedó constancia de los mismos y solo supusieron una importancia local o se perdieron en el olvido.
Otra controversia es la duración de dicha Era. Para Arnold empieza en 1400, finalizando dos siglos después, en 1600. Peter Mancall (2006) inicia su estudio en 1433 y la da por terminada en 1617. Por su parte, Ronald S.Love (2006) es quizá el más amplio en su cronología, datando su comienzo en 1415 y la concluye en 1800.
Más críticos si cabe se muestran los aborígenes americanos y también australianos, no ya con la cronología de la Era, sino con el propio nombre de la misma. Para las poblaciones humanas existentes antes de la llegada europea el término descubrimiento es un error o una falsedad, como también lo sería el «descubrimiento» de las Fuentes del Nilo y hecho similares. La visión de los indios americanos sobre los descubridores resulta muy escasa. Se cuenta con testimonios como los de Diego Francisco San Antón Chimalpain sobre la impresión de los indígenas del actual México frente a la llegada de los españoles. Asimismo Guamán Poma de Ayala relata la impresión de los indios peruanos en una narración desde los tiempos míticos precolombinos hasta la conquista española, empleando un español con mezcla de quechua y aimara mucho más deficiente en comparación con el de Chimalpain, pero de una forma mucho más dura y burlona. Por último, estaría Garcilaso de la Vega quien también narró una historia de Perú. Aunque, según Miguel León-Portilla (2006, p. 72), los escritos de los indígenas americanos no aporta mucha información nueva a lo ya conocido, su valor radica en ser un punto de vista diferente: el de los auténticos vencidos.